# Les Dossiers de l'écran
 (décembre 2024).
Les Dossiers de l'écran est une émission de télévision française créée par Armand Jammot et diffusée à partir du 6 avril 1967 sur la Première chaîne de l'ORTF, puis sur la Deuxième chaîne de l'ORTF, et ensuite sur Antenne 2 jusqu'au 6 août 1991.
Sa programmation est hebdomadaire jusqu'en 1981. En 1982, elle est programmée mensuellement (le premier mardi du mois) puis deux fois par mois à partir de la rentrée 1987.
Émission de débat sur des sujets de société, elle est constituée par la diffusion d'un film thématique, suivi par le débat en lui-même. Son générique, tiré du quatrième mouvement (Protest) des Spirituals for string Choir and Orchestra de Morton Gould, reste dans les mémoires.

## Historique
Le producteur des Dossiers de l'écran, Armand Jammot, craint que ce nouveau concept ne soit pas couronné de succès. Pour cette raison, il fait initialement louer le décor de l'émission pour quatre soirées seulement.
L'émission a permis d'aborder certains grands problèmes de société des décennies 1960 à 1980.
Le premier numéro est consacré aux criminels de guerre nazis ; les invités furent Alfred Grosser, Michel del Castillo, Charles Dubost, M. Ruehl (journaliste allemand), Alain Pujol (journaliste, présenté comme « spécialiste du nazisme »), Jean-Marc Théolleyre, Michel Borwicz, Gilbert Ziebura (professeur à l'université de Berlin-Ouest) et Leon G. Turrou (en) (présenté comme « le colonel Turrow, militaire américain chargé de l'arrestation des criminels de guerre nazis »)
.
Des numéros exceptionnels mirent à l'honneur les premiers hommes à marcher sur la Lune en 1969, ou virent Astérix et Obélix, invités de Pierre Tchernia en 1976 dans un numéro spécial sur les Français.
L’émission est arrêtée après son 880e numéro, diffusé en août 1991. Celui-ci, enregistré sans que personne sache qu'il serait le dernier, donnera à Alain Jérôme le regret éternel de n'avoir jamais pu dire au revoir aux téléspectateurs.
Le 10 septembre 1991, l'émission est remplacée par Mardi soir, qui reprend le même concept. Elle est présentée par Daniel Bilalian et produite par ce dernier, avec Jean-Pierre Guérin et Kathleen Evin. Faute d'audience, Claude Sérillon doit reprendre le flambeau dès le 7 avril 1992 avec Raison de plus, produit en collaboration avec Claude Carré.

## Principe de l'émission
L'émission, diffusée en direct, comprend, en première partie la diffusion d'un film (auparavant choisi par Guy Darbois) en rapport avec la thématique de la soirée, suivi d'un débat en direct avec divers invités.
Le présentateur ouvre l'émission en présentant le thème du jour, puis le film ou le téléfilm l'illustrant est diffusé, suivi du débat autour de la question.
Les téléspectateurs ont la possibilité de poser des questions par l'intermédiaire de SVP 11-11 ; Guy Darbois collecte et trie ces questions avant de les proposer à l'animateur. Le succès de l'émission fut tel que les appels des téléspectateurs sont partagés en deux : « Seuls les téléspectateurs dont le numéro se terminait par 1, 2, 3, 4 ou 5 pouvaient tout d'abord appeler, avant d'être rejoints par les autres au bout d'une demi-heure. En vain. Le standard sautait dès que le débat s'enflammait. Et il s'enflammait souvent ». Une étude scientifique de 1972 démontre en particulier que « se manifeste un courant très profond chez les téléspectateurs qui s'allie très naturellement au "grand désir de participer" (…) ».
Alain Jérôme, l'un des présentateurs les plus emblématiques des Dossiers de l'écran avec Yves Courrière et Joseph Pasteur, indiqua à propos de ce succès :

« La grande chance de l'émission, c'est que la Seconde Guerre mondiale ne s'était terminée qu'une vingtaine d'années plus tôt, Les témoins des faits abordés étaient tous encore vivants et âgés d'une quarantaine d'années pour les soldats, un peu plus pour les officiers. Nous pouvions donc mettre face à face un ancien lieutenant allemand, deux résistants, un homme politique et un GI. Avec le temps, nous avions constitué un vrai réseau. Nous cherchions un sous-marinier allemand ? Il suffisait d'appeler notre correspondant à Berlin pour dénicher le bonhomme. Idem pour toutes les unités de l'armée. »

— Propos d'Alain Jérôme recueillis dans un article du Figaro publié le 21 juillet 2009.

## Présentateurs
- Yves Courrière et Olivier Todd (1967-1968)
- Alain Jérôme (1967-1991)
- Joseph Pasteur (1967-1980)
- Charles Villeneuve (1987-1988)
- Paul Amar (1989)
- Claude Sérillon (1988-1991)

## Saisons

### Saison 1 (1967-1968)
| Diffusion         | Thème                                                                | Film                                    | Réalisateur                             | Date |
| ----------------- | -------------------------------------------------------------------- | --------------------------------------- | --------------------------------------- | ---- |
| 6 avril 1967      | Les criminels de guerre nazis                                        | Les Maudits                             | René Clément                            | 1947 |
| 13 avril 1967     | La Sorcellerie à travers les siècles                                 | Les Sorcières de Salem                  | Raymond Rouleau                         | 1957 |
| 20 avril 1967     | Les Pilotes de la Mort                                               | Kamikaze                                | Shūei Matsubayashi                      | 1963 |
| 27 avril 1967     | Hiroshima                                                            | Le Grand Secret                         | Melvin Frank                            | 1952 |
| 4 mai 1967        | Louis XVII                                                           | Monseigneur                             | Roger Richebé                           | 1949 |
| 11 mai 1967       | La Montée du nazisme                                                 | Mein Kampf                              | Erwin Leiser                            | 1956 |
| 18 mai 1967       | La Résistance à Hitler                                               | Le Général du Diable                    | Helmut Käutner                          | 1955 |
| 25 mai 1967       | La Mafia                                                             | Salvatore Giuliano                      | Francesco Rosi                          | 1962 |
| 1er juin 1967     | Napoléon II                                                          | Napoléon II, l'aiglon                   | Claude Boissol                          | 1961 |
| 7 juin 1967       | Le Débarquement en Normandie                                         | Le Grand Assaut                         | Lewis Seiler                            | 1950 |
| 14 juin 1967      | La Guerre clandestine                                                | Le Terroriste                           | Gianfranco De Bosio                     | 1963 |
| 21 juin 1967      | Le Sionisme et la création d'Israël                                  | Exodus                                  | Otto Preminger                          | 1960 |
| 28 juin 1967      | La recherche nucléaire pendant la Seconde Guerre mondiale            | La Bataille de l'eau lourde             | Jean Dréville                           | 1948 |
| 5 juillet 1967    | Les Chouans                                                          | Les Chouans                             | Henri Calef                             | 1947 |
| 6 septembre 1967  | La Vie Parisienne                                                    | Le Chasseur de chez Maxim's             | Henri Diamant-Berger                    | 1953 |
| 13 septembre 1967 | La loterie nationale                                                 | Millionnaires d'un jour                 | André Hunebelle                         | 1949 |
| 20 septembre 1967 | Louis XIV et l'affaire des poisons                                   | L'Affaire des poisons                   | Henri Decoin                            | 1955 |
| 27 septembre 1967 | La guerre secrète                                                    | Qui êtes-vous, Monsieur Sorge ?         | Yves Ciampi                             | 1961 |
| 4 octobre 1967    | L'homme face à la guerre                                             | Les Nus et les Morts                    | Raoul Walsh                             | 1958 |
| 11 octobre 1967   | La Traite des noirs                                                  | Tamango                                 | John Berry                              | 1958 |
| 18 octobre 1967   | La vie et la mort de Marie-Antoinette                                | Marie-Antoinette reine de France        | Jean Delannoy                           | 1956 |
| 1er novembre 1967 | Qui était Le Masque de Fer ?                                         | Le Masque de fer                        | Henri Decoin                            | 1962 |
| 8 novembre 1967   | Les troupes françaises en Algérie pendant la Seconde Guerre mondiale | Le Grand Rendez-vous                    | Jean Dréville                           | 1950 |
| 15 novembre 1967  | Raspoutine                                                           | La Tragédie impériale                   | Marcel L'Herbier                        | 1938 |
| 22 novembre 1967  | La révolution russe de 1917                                          | Octobre                                 | Sergueï Eisenstein                      | 1928 |
| 29 novembre 1967  | Le Sabordage du Graf Von Spee                                        | La Bataille du Rio de la Plata          | Michael Powell et Emeric Pressburger    | 1956 |
| 6 décembre 1967   | La révolution chinoise                                               | Demain la Chine                         | Claude Otzenberger                      | 1966 |
| 13 décembre 1967  | La France et Le Royaume-Uni                                          | Entente cordiale                        | Marcel L'Herbier                        | 1939 |
| 20 décembre 1967  | La Noblesse de l'Empire                                              | Madame Sans-Gêne                        | Christian-Jaque                         | 1961 |
| 3 janvier 1968    | La vérité historique du Chevalier d'Éon                              | Le Secret du chevalier d'Éon            | Jacqueline Audry                        | 1960 |
| 10 janvier 1968   | Alcoolisme et dépendance                                             | Le Poison                               | Billy Wilder                            | 1945 |
| 17 janvier 1968   | L'importance de l'aviation durant la Seconde Guerre mondiale         | Normandie-Niémen                        | Jean Dréville                           | 1960 |
| 24 janvier 1968   | La responsabilité des médecins en temps de guerre                    | Le Cirque infernal                      | Richard Brooks                          | 1953 |
| 31 janvier 1968   | La délinquance juvénile                                              | Les Enfants du palais                   | Jean-Marie Périer                       | 1966 |
| 7 février 1968    | La commune                                                           | La Commune                              | Robert Ménégoz                          | 1953 |
| 21 février 1968   | Le général Boulanger                                                 | Elena et les Hommes                     | Jean Renoir                             | 1956 |
| 28 février 1968   | Garibaldi et l'épopée italienne                                      | Les Chemises rouges                     | Goffredo Alessandrini et Francesco Rosi | 1952 |
| 6 mars 1968       | Le commandant l'Herminier                                            | Casabianca                              | Georges Péclet                          | 1951 |
| 13 mars 1968      | Talleyrand                                                           | Le Diable boiteux                       | Sacha Guitry                            | 1948 |
| 20 mars 1968      | Mussolini                                                            | Italiani come Noi                       | Pasquale Prunas                         | 1964 |
| 27 mars 1968      | Les découvertes en chirurgie                                         | Un grand patron                         | Yves Ciampi                             | 1951 |
| 3 avril 1968      | La Guerre d'Indochine                                                | Fort du fou                             | Léo Joannon                             | 1963 |
| 10 avril 1968     | Les scandales de l'immobilier                                        | Main basse sur la ville                 | Francesco Rosi                          | 1963 |
| 17 avril 1968     | Le blocus de Berlin                                                  | La Ville écartelée                      | George Seaton                           | 1950 |
| 24 avril 1968     | Clemenceau                                                           | La Vie passionnée de Georges Clemenceau | Gilbert Prouteau                        | 1953 |
| 2 mai 1968        | Les coulisses de la boxe                                             | Plus dure sera la chute                 | Mark Robson                             | 1956 |
| 9 mai 1968        | Les hôpitaux psychiatriques                                          | La Fosse aux serpents                   | Anatole Litvak                          | 1948 |
| 16 mai 1968       | Les erreurs judiciaires                                              | L'Affaire du courrier de Lyon           | Claude Autant-Lara                      | 1937 |
| 22 mai 1968       | Qui était Jeanne d'Arc ?                                             | Procès de Jeanne d'Arc                  | Robert Bresson                          | 1962 |
| 6 juin 1968       | Les Maquisards                                                       | Au cœur de l'orage                      | Jean-Paul Le Chanois                    | 1948 |

### Saison 2 (1968-1969)
| Diffusion         | Thème                                                        | Film                                  | Réalisateur                         | Date |
| ----------------- | ------------------------------------------------------------ | ------------------------------------- | ----------------------------------- | ---- |
| 17 juillet 1968   | Jules César                                                  | Jules César, conquérant de la Gaule   | Tanio Boccia                        | 1962 |
| 24 juillet 1968   | Hérode                                                       | Le Roi cruel                          | Victor Tourjanski                   | 1959 |
| 31 juillet 1968   | Le colosse de Rhodes                                         | Le Colosse de Rhodes                  | Sergio Leone                        | 1961 |
| 7 août 1968       | Spartacus                                                    | Spartacus                             | Stanley Kubrick                     | 1960 |
| 14 août 1968      | Judith                                                       | La Tête du tyran                      | Fernando Cerchio                    | 1959 |
| 21 août 1968      | Les Sabines                                                  | L'Enlèvement des Sabines              | Richard Pottier                     | 1961 |
| 30 août 1968      | La bataille de Marathon                                      | La Bataille de Marathon               | Jacques Tourneur                    | 1959 |
| 4 septembre 1968  | Carthage                                                     | Carthage en flammes                   | Carmine Gallone                     | 1960 |
| 11 septembre 1968 | La Guerre de Troie                                           | La Guerre de Troie                    | Giorgio Ferroni                     | 1961 |
| 2 octobre 1968    | Les Jeux Olympiques                                          | Tokyo Olympiades                      | Kon Ichikawa                        | 1965 |
| 9 octobre 1968    | L'antisémitisme                                              | Le Mur invisible                      | Elia Kazan                          | 1947 |
| 30 octobre 1968   | La vie des prisonniers de guerre                             | Stalag 17                             | Billy Wilder                        | 1953 |
| 13 novembre 1968  | La Guerre sur mer pendant la Seconde Guerre mondiale         | La Mer cruelle                        | Charles Frend                       | 1953 |
| 20 novembre 1968  | E. Zapata                                                    | Viva Zapata !                         | Elia Kazan                          | 1952 |
| 27 novembre 1968  | Le Mayflower                                                 | Capitaine sans loi                    | Clarence Brown                      | 1952 |
| 4 décembre 1968   | L'aventure saharienne                                        | L'Escadron blanc                      | René Chanas                         | 1949 |
| 11 décembre 1968  | L'action de la croix rouge                                   | D'homme à hommes                      | Christian-Jaque                     | 1948 |
| 18 décembre 1968  | L'attentat de Sarajevo                                       | De Mayerling à Sarajevo               | Max Ophüls                          | 1940 |
| 8 janvier 1969    | Les Croisades                                                | Richard Cœur de Lion                  | David Butler                        | 1954 |
| 15 janvier 1969   | Canaris : Notre allié secret                                 | L'Amiral Canaris                      | Alfred Weidenmann                   | 1954 |
| 22 janvier 1969   | La Grande Dame du Quai Conti                                 | L'Habit vert                          | Roger Richebé                       | 1937 |
| 29 janvier 1969   | Les partisans yougoslaves pendant la Seconde Guerre mondiale | Tri                                   | Aleksandar Petrovic                 | 1965 |
| 5 février 1969    | Les drames en mer                                            | Titanic                               | Herbert Selpin                      | 1943 |
| 12 février 1969   | La révolte irlandaise                                        | L'Épopée dans l'ombre                 | Michael Anderson                    | 1959 |
| 19 février 1969   | L'opération Jéricho                                          | Jericho                               | Henri Calef                         | 1946 |
| 26 février 1969   | Le maréchal Rommel                                           | Le Renard du désert                   | Henry Hathaway                      | 1951 |
| 5 mars 1969       | Les pionniers de l'aviation                                  | Horizons sans fin                     | Jean Dréville                       | 1953 |
| 12 mars 1969      | Al Capone                                                    | Al Capone                             | Richard Wilson                      | 1959 |
| 19 mars 1969      | La Bataille du rail                                          | La Bataille du rail                   | René Clément                        | 1946 |
| 26 mars 1969      | J.F. Kennedy                                                 | Un grand homme passa par notre chemin | Bruce Herschensohn                  | 1965 |
| 2 avril 1969      | La médecine empirique                                        | Le Guérisseur                         | Yves Ciampi                         | 1953 |
| 9 avril 1969      | Du muet au parlant                                           | Boulevard du crépuscule               | Billy Wilder                        | 1950 |
| 16 avril 1969     | Élisabeth Ire                                                | La Reine vierge                       | George Sidney                       | 1953 |
| 23 avril 1969     | Du Guesclin                                                  | Du Guesclin                           | Bernard de Latour                   | 1948 |
| 30 avril 1969     | Anne Frank                                                   | Le Journal d'Anne Frank               | George Stevens                      | 1959 |
| 7 mai 1969        | Le procès de Jeanne d'Arc                                    | Procès de Jeanne d'Arc                | Robert Bresson                      | 1962 |
| 14 mai 1969       | Le contre-espionnage pendant la Seconde Guerre mondiale      | Contre-espionnage à Gibraltar         | John Guillermin                     | 1958 |
| 21 mai 1969       | Le canal de Suez                                             | Suez                                  | Allan Dwan                          | 1938 |
| 4 juin 1969       | Les Gitans                                                   | Kriss Romani                          | Jean Schmidt                        | 1962 |
| 11 juin 1969      | Le Débarquement en Normandie                                 | D.Day Revisited                       | Bernard Farrel                      | 1968 |
| 18 juin 1969      | La propagande pendant la Seconde Guerre mondiale             | Le Temps des doryphores               | Dominique Rémy et Jacques de Launay | 1967 |
| 25 juin 1969      | Les réfugiés pendant la Seconde Guerre mondiale              | La Dernière Chance                    | Leopold Lindtberg                   | 1944 |
| 2 juillet 1969    | La survie en mer                                             | Seul sur l'océan Pacifique            | Kon Ichikawa                        | 1963 |
| 9 juillet 1969    | La traversée de l'Atlantique en avion                        | L'Odyssée de Charles Lindbergh        | Billy Wilder                        | 1956 |
| 16 juillet 1969   | La fraternité des pilotes pendant la Seconde Guerre mondiale | Le Grand Cirque                       | Georges Péclet                      | 1950 |
| 23 juillet 1969   | La jeunesse d'après-guerre                                   | Rendez-vous de Juillet                | Jacques Becker                      | 1949 |
| 30 juillet 1969   | Le Jazz                                                      | Benny Goodman                         | Valentine Davies                    | 1956 |
| 6 août 1969       | Les casinos                                                  | La Baie des Anges                     | Jacques Demy                        | 1963 |
| 13 août 1969      | Les courses automobiles                                      | Le Cercle infernal                    | Henry Hathaway                      | 1955 |
| 20 août 1969      | Les Indiens d'Amérique                                       | Geronimo                              | Arnold Laven                        | 1962 |
| 27 août 1969      | La prestidigitation                                          | Houdini le grand magicien             | George Marshall                     | 1953 |

### Saison 3 (1969-1970)
| Diffusion         | Thème                                       | Film                             | Réalisateur        | Date |
| ----------------- | ------------------------------------------- | -------------------------------- | ------------------ | ---- |
| 3 septembre 1969  | Marie Walewska                              | Marie Walewska                   | Clarence Brown     | 1937 |
| 10 septembre 1969 | La Grande-Duchesse Anastasia                | Anastasia                        | Anatole Litvak     | 1956 |
| 17 septembre 1969 | Le début de la Seconde Guerre mondiale      | L'Invasion de la Pologne         | Jerzy Bossak       | 1968 |
| 24 septembre 1969 | Le journalisme à sensation                  | Le Gouffre aux chimères          | Billy Wilder       | 1951 |
| 1er octobre 1969  | La Guerre de Corée                          | La Gloire et la Peur             | Lewis Milestone    | 1959 |
| 8 octobre 1969    | Apollo XI                                   | Apollo XI                        | Archives           | 1969 |
| 15 octobre 1969   | Gandhi                                      | Le Mahatma Gandhi                | Archives           | 1969 |
| 22 octobre 1969   | La guerre d'Algérie                         | Les Oliviers de la justice       | James Blue         | 1962 |
| 29 octobre 1969   | Les amours d'Henri IV                       | Vive Henri IV, vive l'amour      | Claude Autant-Lara | 1961 |
| 5 novembre 1969   | Les rivalités en Corse                      | Horace 62                        | André Versini      | 1962 |
| 12 novembre 1969  | La guerre au front en 1918                  | Quatre de l'infanterie           | G.W. Pabst         | 1930 |
| 19 novembre 1969  | Le poids des traditions en Afrique          | Liberté 1                        | Yves Ciampi        | 1962 |
| 26 novembre 1969  | L'insurrection de Varsovie                  | Ils aimaient la vie              | Andrzej Wajda      | 1957 |
| 3 décembre 1969   | Complots contre Napoléon                    | La Sentinelle endormie           | Jean Dréville      | 1965 |
| 10 décembre 1969  | Les phénomènes extra-terrestres             | La Guerre des mondes             | Byron Haskin       | 1953 |
| 17 décembre 1969  | Le régime pénitentiaire                     | Le Trou                          | Jacques Becker     | 1960 |
| 7 janvier 1970    | Premier procès pour Marie Antoinette        | L'Affaire du collier de la reine | Marcel L'Herbier   | 1946 |
| 14 janvier 1970   | Les travailleurs étrangers en France        | Le Chemin de l'espérance         | Pietro Germi       | 1950 |
| 21 janvier 1970   | Les pillages nazis                          | Le Trésor des SS                 | Franz Antel        | 1959 |
| 28 janvier 1970   | Louis XI et Charles le Téméraire            | Le Miracle des loups             | André Hunebelle    | 1961 |
| 4 février 1970    | La guerre des hommes-grenouilles            | L'Ennemi silencieux              | William Fairchild  | 1958 |
| 11 février 1970   | Scott de l'Antarctique                      | L'Épopée du capitaine Scott      | Charles Frend      | 1948 |
| 18 février 1970   | La recherche médicale                       | Pasteur                          | Sacha Guitry       | 1935 |
| 25 février 1970   | L'attentat contre Heydrich                  | Commando à Prague                | Jiri Sequens       | 1965 |
| 4 mars 1970       | L'affaire Landru                            | Landru                           | Claude Chabrol     | 1963 |
| 11 mars 1970      | Jeanne du Barry                             | Madame du Barry                  | Christian-Jacque   | 1954 |
| 18 mars 1970      | Les premiers pas du communisme              | Lénine en 1918                   | Mikhail Romm       | 1939 |
| 1er avril 1970    | Henri VIII                                  | La Vie privée d'Henry VIII       | Alexander Korda    | 1933 |
| 8 avril 1970      | La France pauvre                            | Les chiffonniers d'Emmaüs        | Robert Darène      | 1955 |
| 15 avril 1970     | Ces criminels malades                       | M le maudit                      | Fritz Lang         | 1931 |
| 22 avril 1970     | Les camps de la mort                        | La Dernière Étape                | Wanda Jakubowska   | 1948 |
| 29 avril 1970     | Lady Hamilton et l'amiral Nelson            | Lady Hamilton                    | Alexander Korda    | 1941 |
| 6 mai 1970        | La peine de mort                            | Nous sommes tous des assassins   | André Cayatte      | 1952 |
| 13 mai 1970       | La fin de la Seconde Guerre mondiale        | La Guerre inconnue               | Perry Wolff        | 1961 |
| 20 mai 1970       | Léon Blum                                   | Léon Blum                        | Archives           | 1970 |
| 27 mai 1970       | Les coulisses du cinéma                     | Le Grand Couteau                 | Robert Aldrich     | 1955 |
| 3 juin 1970       | La Drôle de Guerre                          | La Bataille de France            | Jean Aurel         | 1964 |
| 10 juin 1970      | L'évacuation de Dunkerque                   | Dunkerque                        | Leslie Norman      | 1958 |
| 17 juin 1970      | Les parachutistes de la France libre        | Le Bataillon du ciel             | Alexandre Esway    | 1947 |
| 24 juin 1970      | Diane de Poitiers                           | Diane de Poitiers                | David Miller       | 1956 |
| 1er juillet 1970  | Les Mau Mau au Kenya                        | Le Carnaval des dieux            | Richard Brooks     | 1957 |
| 8 juillet 1970    | Nationale 7                                 | Le roman de la Nationale 7       | Armand Jammot      | 1970 |
| 15 juillet 1970   | La Corrida                                  | Le Moment de la vérité           | Francesco Rosi     | 1965 |
| 22 juillet 1970   | Le Cirque                                   | Le Cirque fantastique            | Joseph M. Newman   | 1959 |
| 29 juillet 1970   | Les Pharaons et les fouilles archéologiques | La Vallée des Rois               | Robert Pirosh      | 1954 |
| 5 août 1970       | La Belle époque                             | La Belle Otero                   | Richard Pottier    | 1954 |
| 12 août 1970      | La Jungle, Les enfants sauvages             | Tarzan, l'homme singe            | W.S. Van Dyke      | 1932 |
| 19 août 1970      | Les brigands de la mer                      | Barbe-Noire le pirate            | Raoul Walsh        | 1952 |
| 26 août 1970      | La Rome de Borgia                           | Lucrèce Borgia                   | Christian-Jaque    | 1953 |

### Saison 4 (1970-1971)
| Diffusion         | Thème                                                | Film                                    | Réalisateur                     | Date |
| ----------------- | ---------------------------------------------------- | --------------------------------------- | ------------------------------- | ---- |
| 2 septembre 1970  | Les mariages par agence                              | Agence matrimoniale                     | Jean-Paul Le Chanois            | 1951 |
| 9 septembre 1970  | L'hallali                                            | La Grande Meute                         | Jean de Limur                   | 1945 |
| 16 septembre 1970 | Les procès                                           | Douze hommes en colère                  | Sidney Lumet                    | 1957 |
| 23 septembre 1970 | La chasse aux cuirassés                              | Coulez le Bismarck !                    | Lewis Gilbert                   | 1960 |
| 2 octobre 1970    | La IVe République                                    | Le Président                            | Henri Verneuil                  | 1961 |
| 9 octobre 1970    | Les sourds muets                                     | La Merveilleuse Histoire de Mandy       | Alexander Mackendrick           | 1952 |
| 16 octobre 1970   | La Police judiciaire                                 | Requiem pour un caïd                    | Maurice Cloche                  | 1964 |
| 23 octobre 1970   | Il y a 75 ans, le cinéma                             | Le silence est d'or                     | René Clair                      | 1947 |
| 30 octobre 1970   | L'O.N.U.                                             | 25e anniversaire de L'O.N.U.            | Archives                        | 1970 |
| 6 novembre 1970   | L'ORTF                                               | Cinq enquêteurs pour un portrait        | Archives                        | 1970 |
| 13 novembre 1970  | À la poursuite des nazis                             | Opération Eichmann                      | R. G. Springsteen               | 1960 |
| 20 novembre 1970  | St Vincent de Paul                                   | Monsieur Vincent                        | Maurice Cloche                  | 1947 |
| 27 novembre 1970  | Les J.O.                                             | Tokyo Olympiades                        | Kon Ichikawa                    | 1965 |
| 4 décembre 1970   | Mata-Hari                                            | Mata Hari, agent H 21                   | Jean-Louis Richard              | 1964 |
| 11 décembre 1970  | L'Inde et les maharadjas                             | Kim                                     | Victor Saville                  | 1950 |
| 18 décembre 1970  | Venise, la république sérénissime                    | Le Bourreau de Venise                   | Vittorio Cottafavi              | 1953 |
| 6 janvier 1971    | Le mage d'Hitler et les mages de l'histoire          | Hanussen, l'astrologue d'Hitler         | O.W. Fischer et Georg Marischka | 1958 |
| 13 janvier 1971   | Les espions qui venaient de Londres                  | Odette, agent S 23                      | Herbert Wilcox                  | 1950 |
| 20 janvier 1971   | Et si un jour, La Bombe ?                            | Docteur Folamour                        | Stanley Kubrick                 | 1964 |
| 27 janvier 1971   | La chasse aux espions                                | Les Suspects                            | Jean Dréville                   | 1957 |
| 3 février 1971    | Être prêtre aujourd'hui                              | Léon Morin, prêtre                      | Jean-Pierre Melville            | 1961 |
| 10 février 1971   | Les aventures politiques et galantes de Napoléon III | La Castiglione                          | Georges Combret                 | 1954 |
| 17 février 1971   | Les pirates de l'air                                 | Les Fanatiques                          | Alex Joffé                      | 1957 |
| 24 février 1971   | Marthe Richard                                       | Marthe Richard, au service de la France | Raymond Bernard                 | 1937 |
| 3 mars 1971       | Les conquérants de l'inutile                         | Les Étoiles de midi                     | Marcel Ichac                    | 1958 |
| 10 mars 1971      | La Légion étrangère                                  | Le Grand Jeu                            | Jacques Feyder                  | 1934 |
| 17 mars 1971      | L'Allemagne d'hier et d'aujourd'hui                  | Le Passage du Rhin                      | André Cayatte                   | 1960 |
| 24 mars 1971      | Ces hommes qui créent La Femme                       | Falbalas                                | Jacques Becker                  | 1945 |
| 31 mars 1971      | L'adoption                                           | La Voleuse                              | Jean Chapot                     | 1966 |
| 7 avril 1971      | La vie de Jésus                                      | Golgotha                                | Julien Duvivier                 | 1935 |
| 14 avril 1971     | Les médicaments                                      | Derrière le miroir                      | Nicholas Ray                    | 1956 |
| 21 avril 1971     | Le divorce                                           | Divorce à l'italienne                   | Pietro Germi                    | 1961 |
| 28 avril 1971     | La campagne de Russie                                | Guerre et Paix                          | Serge Bondartchouk              | 1967 |
| 5 mai 1971        | Le Vietnam, une guerre qui n'en finit pas            | Hoa-Binh                                | Raoul Coutard                   | 1970 |
| 15 mai 1971       | La Commune                                           | La Commune                              | Alain Decaux                    | 1971 |
| 26 mai 1971       | La bataille de Stalingrad                            | La Grande Bataille de la Volga          | Maria Slavinskaïa               | 1962 |
| 2 juin 1971       | Les astronautes                                      | Les Naufragés de l'espace               | John Sturges                    | 1969 |
| 9 juin 1971       | La Suède au XVIIe siècle                             | La Reine Christine                      | Rouben Mamoulian                | 1933 |
| 16 juin 1971      | La bataille d'Angleterre                             | La Bataille d'Angleterre                | Guy Hamilton                    | 1969 |
| 23 juin 1971      | Le Tour de France cycliste                           | Cinq tulipes rouges                     | Jean Stelli                     | 1949 |
| 30 juin 1971      | L'aviation supersonique                              | Le Mur du son                           | David Lean                      | 1952 |
| 7 juillet 1971    | Les maisons hantées                                  | La Maison du diable                     | Robert Wise                     | 1963 |
| 14 juillet 1971   | À la recherche des trésors sous-marins               | La Vénus des mers chaudes               | John Sturges                    | 1955 |
| 21 juillet 1971   | Le tiercé et les courses                             | Premières Armes                         | René Wheeler                    | 1950 |
| 28 juillet 1971   | La découverte de l'Afrique                           | Stanley et Livingstone                  | Henry King et Otto Brower       | 1939 |
| 4 août 1971       | L'épopée de la chevalerie                            | Prince Vaillant                         | Henry Hathaway                  | 1954 |
| 11 août 1971      | Les miracles de Lourdes                              | Le Chant de Bernadette                  | Henry King                      | 1943 |
| 18 août 1971      | Les Terre-neuvas                                     | Capitaines courageux                    | Victor Fleming                  | 1937 |
| 25 août 1971      | Les grands fauves d'Afrique                          | Le Lion                                 | Jack Cardiff                    | 1962 |

### Saison 5 (1971-1972)
| Diffusion          | Thème                                                | Film                                      | Réalisateur                          | Date |
| ------------------ | ---------------------------------------------------- | ----------------------------------------- | ------------------------------------ | ---- |
| 1er septembre 1971 | Les Pionniers de l'aviation                          | Au grand balcon                           | Henri Decoin                         | 1949 |
| 8 septembre 1971   | L'Espagne à l'époque de Goya                         | La Maja nue                               | Henry Koster                         | 1958 |
| 15 septembre 1971  | JFK pendant la guerre                                | Patrouilleur 109                          | Leslie H. Martinson                  | 1963 |
| 22 septembre 1971  | L'Incendie du Reichstag                              | Der Teufeulskreis                         | Carl Balhaus                         | 1956 |
| 29 septembre 1971  | L'Opération Frankton                                 | Commando sur la Gironde                   | José Ferrer                          | 1955 |
| 6 octobre 1971     | Les Jeunes en 1940                                   | La Verte Moisson                          | François Villiers                    | 1959 |
| 13 octobre 1971    | La Vie d'une grande impératrice                      | Catherine de Russie                       | Umberto Lenzi                        | 1962 |
| 20 octobre 1971    | Les Grands Ensembles                                 | La Millième Fenêtre                       | Robert Ménégoz                       | 1960 |
| 27 octobre 1971    | La Conquête de l'espace                              | Les Naufragés de l'espace                 | John Sturges                         | 1969 |
| 3 novembre 1971    | La Mer menacée                                       | Le Monde du silence                       | Jacques-Yves Cousteau et Louis Malle | 1956 |
| 10 novembre 1971   | Qu'est ce qu'un PDG ?                                | La Tour des ambitieux                     | Robert Wise                          | 1954 |
| 17 novembre 1971   | Toulouse-Lautrec et son époque                       | Moulin-Rouge                              | John Huston                          | 1952 |
| 24 novembre 1971   | Le Tsar rouge                                        | Staline                                   | Archive                              | 1971 |
| 1er décembre 1971  | Le livre et la télévision                            | Fahrenheit 451                            | François Truffaut                    | 1966 |
| 8 décembre 1971    | La Création de l'État d'Israël                       | Un mur à Jérusalem                        | Frédéric Rossif                      | 1968 |
| 15 décembre 1971   | Quand le disque et la radio n'existait pas           | La Maison du souvenir                     | Carmine Gallone                      | 1954 |
| 5 janvier 1972     | La grande ville engendre-t-elle des fauves ?         | Graine de violence                        | Richard Brooks                       | 1955 |
| 12 janvier 1972    | L'Attaque des barrages de la Ruhr par la RAF         | Les Briseurs de barrages                  | Michael Anderson                     | 1955 |
| 19 janvier 1972    | JO, la neige et ses champions                        | Les neiges de Grenoble                    | Jacques Ertaud                       | 1968 |
| 26 janvier 1972    | La Psychanalyse ou cet inconnu qui est en nous       | Freud, passions secrètes                  | John Huston                          | 1962 |
| 2 février 1972     | Le Régime pénitentiaire en question                  | Prisons de femmes                         | Maurice Cloche                       | 1958 |
| 9 février 1972     | L'Histoire vraie du Potemkine                        | Le Cuirassé Potemkine                     | Serguei Eisenstein                   | 1925 |
| 16 février 1972    | La Revanche de Pearl Harbour                         | Trente Secondes sur Tokyo                 | Mervyn LeRoy                         | 1945 |
| 23 février 1972    | Pauline Bonaparte                                    | Vénus impériale                           | Jean Delannoy                        | 1963 |
| 1er mars 1972      | En 72 comme au Moyen Âge, la lèpre                   | L'Homme du Niger                          | Jacques de Baroncelli                | 1939 |
| 8 mars 1972        | L'Histoire de Notre-Dame                             | Notre-Dame de Paris                       | Jean Delannoy                        | 1956 |
| 15 mars 1972       | Aux États-Unis, syndicats ou gangs ?                 | Sur les quais                             | Elia Kazan                           | 1954 |
| 22 mars 1972       | L'Opération Mincemeat                                | L'Homme qui n'a jamais existé             | Ronald Neame                         | 1956 |
| 29 mars 1972       | La Chirurgie esthétique                              | Le Miroir à deux faces                    | André Cayatte                        | 1958 |
| 5 avril 1972       | Le Frère Alfred Stanke, un homme parmi les bourreaux | Le Franciscain de Bourges                 | Claude Autant-Lara                   | 1968 |
| 19 avril 1972      | Quand l'homme croyait au diable et à la magie        | La Beauté du diable                       | René Clair                           | 1950 |
| 26 avril 1972      | Les Maladies du cœur                                 | Infarctus                                 | Jean-Claude Bonnardot                | 1965 |
| 3 mai 1972         | De Marathon à Plemeur-Bodou                          | Si tous les gars du monde                 | Christian-Jaque                      | 1956 |
| 10 mai 1972        | Quand le soleil tournait autour de la Terre          | Galileo                                   | Liliana Cavani                       | 1968 |
| 17 mai 1972        | L'Or noir                                            | La Fièvre du pétrole                      | Jack Conway                          | 1940 |
| 24 mai 1972        | Quand l'Espagne régnait sur le monde                 | La Princesse d'Eboli                      | Terence Young                        | 1956 |
| 31 mai 1972        | Le Dernier Sursaut de Hitler                         | Bastogne                                  | William A. Wellman                   | 1949 |
| 7 juin 1972        | La grande crise des années 30 aux USA                | Les Raisins de la colère                  | John Ford                            | 1940 |
| 14 juin 1972       | Les Héros de l'ombre                                 | Le Père tranquille                        | René Clément                         | 1946 |
| 21 juin 1972       | Le Progrès, le crime et la police                    | L'Affaire du train postal Glasgow-Londres | John Olden                           | 1966 |
| 28 juin 1972       | Pour ou contre le progrès ?                          | L'Homme au complet blanc                  | Alexander Mackendrick                | 1951 |
| 5 juillet 1972     | Avant la télévision la grande révolution du livre    | Fahrenheit 451                            | François Truffaut                    | 1966 |
| 12 juillet 1972    | L'Armée des Sans-Culottes                            | La Marseillaise                           | Jean Renoir                          | 1938 |
| 19 juillet 1972    | Quand Rome persécutait les chrétiens                 | Les Gladiateurs                           | Delmer Daves                         | 1954 |
| 26 juillet 1972    | Que se passe-t-il sous nos pieds ?                   | Le Volcan interdit                        | Haroun Tazieff                       | 1966 |
| 2 août 1972        | La Construction des pyramides                        | La Terre des pharaons                     | Howard Hawks                         | 1955 |
| 9 août 1972        | De Lattre de Tassigny                                | La Marche glorieuse                       | Pierre Gaspard-Huit                  | 1953 |
| 16 août 1972       | Le plus humain des saints                            | François d'Assise                         | Michael Curtiz                       | 1961 |
| 23 août 1972       | Les Cosaques                                         | Taras Bulba                               | Jack Lee Thompson                    | 1962 |
| 30 août 1972       | Les Pirates qui venaient du froid                    | Les Vikings                               | Richard Fleischer                    | 1958 |

### Saison 6 (1972-1973)
| Diffusion         | Thème                                           | Film                                          | Réalisateur            | Date |
| ----------------- | ----------------------------------------------- | --------------------------------------------- | ---------------------- | ---- |
| 6 septembre 1972  | Les bandits d'honneur du far-west               | Le Brigand bien-aimé                          | Henry King             | 1939 |
| 20 septembre 1972 | Quelle école pour nos enfants ?                 | L'École buissonnière                          | Jean-Paul Le Chanois   | 1949 |
| 27 septembre 1972 | Les connaissances de l'antiquité                | Civilisations perdues                         | Harald Reinl           | 1972 |
| 4 octobre 1972    | Les grandes familles                            | Les Aristocrates                              | Denys de la Patellière | 1955 |
| 17 octobre 1972   | Quand la contestation s'appelait le romantisme  | La Symphonie fantastique                      | Christian-Jacque       | 1942 |
| 24 octobre 1972   | La course à la Maison Blanche                   | Que le meilleur l'emporte                     | Franklin J. Schaffner  | 1964 |
| 31 octobre 1972   | Le 3e âge                                       | Umberto D.                                    | Vittorio De Sica       | 1952 |
| 7 novembre 1972   | L'espionnage industriel                         | Caméléon                                      | René Couderc           | 1970 |
| 14 novembre 1972  | Le secret professionnel                         | La Loi du silence                             | Alfred Hitchcock       | 1953 |
| 21 novembre 1972  | Les rapports médecins-malades                   | Knock                                         | Guy Lefranc            | 1951 |
| 28 novembre 1972  | Le liberté de la presse                         | Bas les masques                               | Richard Brooks         | 1952 |
| 5 décembre 1972   | Comment fabrique-t-on une vedette ?             | Le Rock du bagne                              | Richard Thorpe         | 1957 |
| 12 décembre 1972  | Rudolf Valentino                                | Rudolph Valentino, le grand séducteur         | Lewis Allen            | 1951 |
| 2 janvier 1973    | L'Ouest américain                               | Le train sifflera trois fois                  | Fred Zinnemann         | 1952 |
| 9 janvier 1973    | Les Années folles                               | Les Années folles                             | Henri Torrent          | 1961 |
| 16 décembre 1973  | Le football américain                           | Football à Mexico                             | Archive                | 1973 |
| 23 janvier 1973   | La tuberculose                                  | Docteur Laennec                               | Maurice Cloche         | 1949 |
| 30 janvier 1973   | Marcel Cerdan Jr.                               | Au nom du père                                | Adolphe Dhrey          | 1973 |
| 6 février 1973    | La publicité                                    | Une femme qui s'affiche                       | George Cukor           | 1954 |
| 13 février 1973   | La contrebande                                  | La Maison dans la dune                        | Georges Lampin         | 1952 |
| 20 février 1973   | Le premier mort de la Seconde Guerre mondiale   | Das Attentat - Der Tod Des Engelbert Dollfuss | Franz Peter Wirth      | 1967 |
| 27 février 1973   | Le monde cruel et merveilleux de l'enfance      | Abel, ton frère                               | Janusz Nasfeter        | 1970 |
| 6 mars 1973       | Le père de Foucauld, missionnaire au Sahara     | L'appel du silence                            | Léon Poirier           | 1936 |
| 13 février 1973   | L'église face à ceux qui la quittent            | Le Défroqué                                   | Léo Joannon            | 1954 |
| 20 mars 1973      | Les pouvoirs du juge d'instruction              | Le Dossier noir                               | André Cayatte          | 1955 |
| 27 mars 1973      | Choisir d'être mère                             | Journal d'une femme en blanc                  | Claude Autant-Lara     | 1965 |
| 3 avril 1973      | Les armes secrètes d'Hitler                     | Et l'Angleterre sera détruite                 | Janos Veiczi           | 1967 |
| 10 avril 1973     | L'anarchie                                      | La Bande à Bonnot                             | Philippe Fourastié     | 1968 |
| 17 avril 1973     | Hiroshima                                       | L'Empereur et le Général                      | Kihachi Okamoto        | 1967 |
| 24 avril 1973     | Le Ghetto se suicide                            | La vérité n'a pas de frontière                | Aleksander Ford        | 1948 |
| 8 mai 1973        | Notre santé demain                              | Le Voyage fantastique                         | Richard Fleischer      | 1966 |
| 15 avril 1973     | Les mercenaires                                 | Le Dernier Train du Katanga                   | Jack Cardiff           | 1968 |
| 22 mai 1973       | Che Guevara                                     | Che !                                         | Richard Fleischer      | 1969 |
| 27 mai 1973       | Les Hippies                                     | Les Chemins de Katmandou                      | André Cayatte          | 1969 |
| 5 juin 1973       | Versailles au temps du Roi Soleil               | Si Versailles m'était conté 1re partie        | Sacha Guitry           | 1954 |
| 12 juin 1973      | Versailles au temps du Roi Soleil               | Si Versailles m'était conté 2e partie         | Sacha Guitry           | 1954 |
| 19 juin 1973      | Les Montparnos                                  | Montparnasse 19                               | Jacques Becker         | 1958 |
| 26 juin 1973      | La prise de pouvoir de Mussolini                | La Marche sur Rome                            | Dino Risi              | 1962 |
| 3 juillet 1973    | La Terreur                                      | Caroline chérie                               | Richard Pottier        | 1951 |
| 10 juillet 1973   | L'Assassinat de Jaurès                          | Ils ont tué Jaurès                            | Jean-Paul Bellsolell   | 1962 |
| 17 juillet 1973   | L'Évolution de la justice                       | Les Misérables 1re partie                     | Jean-Paul Le Chanois   | 1958 |
| 24 juillet 1973   | Les Colères de Paris au XIXe siècle             | Les Misérables 2e partie                      | Jean-Paul Le Chanois   | 1958 |
| 31 juillet 1973   | Quelle place occupe Cléopâtre dans l'histoire ? | Cléopâtre                                     | Joseph L. Mankiewicz   | 1963 |
| 7 août 1973       | La Vie des esquimaux                            | Les Dents du diable                           | Nicholas Ray           | 1960 |
| 14 août 1973      | L'Expédition Ra                                 | Ra                                            | Thor Heyerdahl         | 1972 |
| 21 août 1973      | L'Homme qui est devenu un dieu                  | Alexandre le Grand                            | Robert Rossen          | 1956 |
| 28 août 1973      | La Guerre de Crimée                             | La Charge de la brigade légère                | Tony Richardson        | 1968 |

### Saison 7 (1973-1974)
- 04/09 Quand l'homme est une marchandise : Les esclaves existent toujours de Maleno Malenotti (1964)
- 11/09 L'affaire Dreyfus : L'affaire Dreyfus de José Ferrer (1958)
- 18/09 Christophe Colomb : Christophe Colomb de David MacDonald (1949)
- 25/09 Face au cancer, l'homme et le médecin : La flamme qui s'éteint de Rudolph Maté (1950)
- 02/10 Des amitiés particulières aux amours interdits : Les amitiés particulières de Jean Delannoy (1964)
- 09/10 La politique à l'université : Des fraises et du sang de Stuart Hagmann (1970)
- 16/10 La Chine aujourd'hui : Quand la chine s'éveille reportage de F. Greene.
- 23/10 La faim dans le monde : l'O.N.U. reportage.
- 30/10 Le handicap : Miracle en Alabama d'Arthur Penn (1962)
- 13/11 L'alerte atomique est permanente : Le téléphone rouge de Delbert Mann (1963)
- 20/11 Pour ou contre la bombe atomique : La bombe atomique française documentaire du ministère des armées.
- 27/11 La sorcellerie : Le destin exécrable de Guillemette Babin de Guillaume Radot (1948)
- 04/12 Les drames de l'alcool : Une femme en enfer de Daniel Mann (1955)
- 11/12 Autres temps, autres mœurs : Madame Bovary de Vincente Minnelli (1949)
- 22/12 Les premiers pas de l'aviation : Ces merveilleux fous volants dans leurs drôles de machines de Ken Annakin (1955)
- 29/12 La protection de la nature : laissez-les vivre ! de Christian Zuber (1969)
- 08/01 Le temps des apaches : Casque d'Or de Jacques Becker (1952)
- 15/01 La guerre de 1870 : Boule de suif de Christian-Jaque (1945)
- 22/01 L'histoire du navire Atlantis : Sous dix drapeaux de Duilio Coletti (1960)
- 29/01 Le monde paysan : Regain de Marcel Pagnol (1937)
- 05/02 La guerre de sécession : Les prairies de l'honneur de Andrew V. McLaglen (1965)
- 12/02 Jésus et Marx : Le petit monde de Don Camillo de Julien Duvivier (1952)
- 19/02 Le front russe : L'arc de feu de Youri Ozerov (1971)
- 26/02 La pollution : Fragile est notre monde reportage de l'Unesco
- 19/03 La guerre du Pacifique : Okinawa de Lewis Milestone (1951)
- 26/03 Le métier de comédien : Entrée des artistes de Marc Allégret (1938)
- 02/04 Les juifs en Russie : L'Homme de Kiev de John Frankenheimer (1968)
  - La diffusion du film est interrompue à 22h15 par l'annonce du décès de Georges Pompidou, l'émission est reprogrammée le 25/06
- 09/04 Le brigand bien aimé : Mandrin de Jean-Paul Le Chanois (1962)
- 16/04 L'affaire Ciano : Le procès de Vérone de Carlo Lizzani (1962)
- 23/04 La France occupée : La traversée de Paris de Claude Autant-Lara (1956)
- 30/04 La grande course autour du monde : Les Vagabonds de la mer de William Keighley (1953)
- 07/05 Les gangsters d'hier et d'aujourd'hui : L'affaire Al Capone de Roger Corman (1967)
- 14/05 La survie : Le vol du Phoenix de Robert Aldrich (1965)
- 21/05 Louis II de Bavière : Louis II de Bavière de Helmut Käutner (1955)
- 28/05 Les maquis pendant la libération : La longue marche de Alexandre Astruc (1966)
- 04/06 La splendeur de l'or : Le trésor de La Sierra Madre de John Huston (1948)
- 11/06 Les épidémies : Panique dans la rue de Elia Kazan (1950)
- 25/06 Les juifs en Russie : L'Homme de Kiev de John Frankenheimer (1968)
- 09/07 La moto : l'équipée sauvage de Laszlo Benedek (1953)
- 16/07 L’électricité : La vie de Thomas Edison de Clarence Brown (1940)
- 23/07 Quand l’Angleterre tenait les Indes : Les Trois Lanciers du Bengale de Henry Hathaway (1935)
- 30/07 L'Europe chrétienne contre le monde arabe au XVIe siècle : Les aventures extraordinaires de Cervantes de Vincent Sherman (1967)
- 06/08 La chasse à la baleine : Moby Dick de John Huston (1956)
- 13/08 La libération : La Libération de Paris court métrage (1946)
- 20/08 La fille de Mme Angot est-elle morte ? La Valse de Paris de Marcel Achard (1950)
- 27/08 Prendront-ils un jour notre place ? Des insectes et des hommes de Walon Green et Ed Spiegel (1971)

### Saison 8 (1974-1975)
- 03/09 L’Australie un continent sans hommes : La route est ouverte de Harry Watt (1946)
- 10/09 La marine au XVIIIe siècle : Les Révoltés du Bounty de Frank Lloyd (1935)
- 17/09 La vie de Chopin : La Chanson du souvenir de Charles Vidor (1945)
- 24/09 Les éditions clandestines pendant la guerre : Le Silence de la mer de Jean-Pierre Melville (1947)
- 01/10 Grandeur et décadence d'un président américain : Millhouse: a White Comedy de E. Antonio (1971)
- 08/10 Cent ans de combat social : Les camarades de Mario Monicelli (1963)
- 15/10 L'orchestre rouge : L'orchestre rouge épisode 6 mini-série (1974)
- 22/10 Les épidémies : Panique dans la rue d'Elia Kazan (1950)
- 29/10 Des amitiés particulières aux amours interdits : Les amitiés particulières de Jean Delannoy (1964)
- 05/11 Crime passionnel : Drame de la jalousie d’Ettore Scola (1970)
- 12/11 L'amour et la raison d'état à la cour d'Autriche : Mayerling de Terence Young (1968)
- 19/11 Les greffes cardiaques : Opération Heartbeat de Boris Sagal (1969)
- 26/11 Les travailleurs émigrés : Mektoub d’Ali Ghalem (1970)
- 03/12 Les trônes de France et d'Angleterre, une histoire de famille : Un lion en hiver d’Anthony Harvey (1968)
- 10/12 La chute de Berlin : La bataille de Berlin de Youri Ozerov (1971)
- 17/12 Les problèmes mondiaux de l’expansion économique : Trouble de croissance documentaire de Bernard Lemoine (1974)
- 24/12 D'Artagnan a-t_il vraiment existé ? : Les Trois Mousquetaires de Bernard Borderie (1961)
- 31/12 Venise-Pékin et retour en 25 ans : la fabuleuse aventure de Marco Polo de Denys de La Patellière (1965)
- 07/01 Les greffes cardiaques : Opération Heartbeat de Boris Sagal (1969)
- 14/01 Les travailleurs émigrés : Mektoub d’Ali Ghalem (1970)
- 21/01 Des amitiés particulières aux amours interdits : Les amitiés particulières de Jean Delannoy (1964)
- 28/01 Dieu, le médecin et une vie d'enfant : Accusé, levez-vous de B. Dearden (1962)
- 04/02 Les trônes de France et d'Angleterre, une histoire de famille : Un lion en hiver d’Anthony Harvey (1968)
- 11/02 Les problèmes mondiaux de l’expansion économique : Trouble de croissance documentaire de Bernard Lemoine (1974)
- 18/02 Cent ans de combat social : Les Camarades de Mario Monicelli (1963)
- 25/02 La chute de l’empereur : Waterloo (1ère partie) de S. Bondartchouk (1970)
- 04/03 La chute de l’empereur : Waterloo (2ème partie) de S. Bondartchouk (1970)
- 11/03 La chute de Berlin : La bataille de Berlin de Youri Ozerov (1971)
- 18/03 La drogue : L'Homme au bras d'or d’Otto Preminger (1955)
- 25/03 Le Ku Klux Klan : Storm warning de Stuart Heisler (1951)
- 01/04 Le charbon et la mine : La Tragédie de la mine de Georg Wilhelm Pabst (1931)
- 08/04 La protection des œuvres d'art pendant la Deuxième guerre mondiale : Le train de John Frankenheimer (1964)
- 15/04 L'unification de l'Allemagne : Bismarck de Wolfgang Liebeneiner (1940)
- 22/04 La gauche au pouvoir : Trente-six, le grand tournant film de montage d’Henri de Turenne (1969)
- 29/04 La prostitution : Les Compagnes de la nuit de Ralph Habib (1953)
- 06/05 La shoah : Le 81e coup documentaire de David Bergman (1974)
- 13/05 L’enlèvement du général Kreipo : Intelligence service de Michael Powell (1957)
- 20/05 Pour ou contre les centrales nucléaires : Les atomes nous veulent-il du bien? documentaire
- 27/05 La CIA : État de siège de Costa-Gavras (1973)
- 03/06 L'affaire Rosenberg : Les Rosenberg ne doivent pas mourir de Stellio Lorenzi et Alain Decaux (1975)
- 10/06 Les rois maudits : Les rois maudits épisode 1 (1975)
- 17/06 La condition ouvrière : La tête et les mains documentaire de J.F. Delassus
- 24/06 La résistance : L'Armée des ombres de J.-P. Melville (1969)
- 01/07 Les mutineries en prison : Les Révoltés de la cellule 11 de D. Siegel (1954)
- 08/07 La fin des Capétiens : Les rois maudits épisode Le Lis et Le Lion (1975)
- 15/07 D'une reine à l'autre : La reine Victoria de Herbert Wilcox (1937)
- 22/07 Michel-Ange : L'Extase et l'Agonie de Carol Reed (1965)
- 29/07 Sparte, cité guerrière : La Bataille des Thermopyles de Rudolph Maté (1962)
- 05/08 La bataille de Pavie : La Salamandre d'or de Ronald Neame (1950)
- 12/08 Genghis Khan : Genghis Khan de Henry Levin (1965)
- 19/08 Batailles en Afrique du Sud : Zoulou de Cy Endfield (1964)
- 26/08 Le Maréchal Leclerc : Du Tchad à Berchtesgaden... documentaire.

### Saison 9 (1975-1976)
- 09/09 L'amour à 15 ans : Les papillons de Janusz Nasfeter (1973)
- 16/09 La puissance américaine après le Vietnam : Comment va l'oncle Sam document d'archives (1975)
- 23/09 Le capitalisme et les grandes familles possédantes : Les grandes familles de Denys de La Patellière (1958)
- 30/09 Les accords de Munich : Les jours de la trahison documentaire de Otakar Vavra (1975)
- 07/10 Les femmes, qui sont elles ? : La femme de Jean de Yannick Bellon (1974)
- 14/10 La chute de Saïgon : La ville étranglée reportage de Jean Larteguy (1975)
- 21/10 L'Angleterre aussi a décapité un roi : Cromwell de Ken Hughes (1970)
- 28/10 La France et les Juifs pendant la guerre : Le vieil homme et l'enfant de Claude Berri (1967)
- 04/11 L'homme et le parti : La vie recommence de Janusz Morgenstern (1964)
- 11/11 Armées de toujours : Trois de Saint-Cyr de J-P Paulin (1939)
- 18/11 La France et les Juifs pendant la guerre : Le vieil homme et l'enfant de Claude Berri (1967)
- 25/11 La réforme Luther téléfilm de Stuart Burge (1968)
- 02/12 L'énigme du temple : Paméla de Pierre de Herain (1945)
- 09/12 Le chômage : Daniel, Claude Simone et un million d'autres documentaire de Ange Casta
- 16/12 Les francs-maçons A visage découvert documentaire de Ado Kyrou (1975)
- 23/12 La radio : Tout le monde il est beau, tout le monde il est gentil de Jean Yanne (1972)
- 06/01 Le chômage : Daniel, Claude Simone et un million d'autres documentaire de Ange Casta
- 13/01 Louis XVII et l'énigme du temple : Paméla de Pierre de Hérain (1945)
- 20/01 Coulez le Tirpitz : Opération Tirpitz de Ralph Tomas (1955)
- 27/01 La réinsertion : Des hommes libres reportage de Daniel Karlin (1976)
- 03/02 Les fous criminels : L'étrangleur de Boston de Richard Fleischer (1968)
- 10/02 L'industrie des vacances : Mardi, c'est donc la Belgique de Nel Stuart (1969)
- 17/02 La mer, terre promise pour demain : Le vieil homme et la mer de John Sturges (1958)
- 24/02 L'académie française : L'habit vert de Roger Richebé (1937)
- 02/03 Les sectes religieuses : La chute d'un corps de Michel Polac (1973)
- 09/03 Le goulag : Une Journée D'Ivan Denissovitch de Caspar Wrede (1970)
- 16/03 La drogue : Razzia sur la Chnouf d'Henri Decoin (1955)
- 23/03 La longue marche vers la terre promise : Moïse, Les Dix commandements série TV de Gianfranco De Bosio (1976)
- 06/04 Les rapatriés d'Algérie : 13 ans déjà reportage de Jean Pierre Bertrand (1976)
- 13/04 Les faussaires : Vérités et mensonges d'Orson Welles (1973)
- 20/04 Le monde de la boxe : Nous avons gagnés ce soir de Robert Wise (1949)
- 27/04 La rumeur, chacun peut la répandre : La Saga des Français : La Rumeur de Michel Pamart (1976)
- 04/05 Les pouvoirs du juge d'instruction : Le dossier noir de André Cayatte (1955)
- 11/05 La révolution des œillets : Viva Portugal ! documentaire (1975)
- 18/05 Les premiers monstres de l'air : Zeppelin de Étienne Périer (1971)
- 25/05 Philippe Pétain : Pétain documentaire de Francis Caillaud (1976)
- 01/06 La vérité ne sort pas toujours de la bouche des enfants : Les risques du métier d'André Cayatte (1967)
- 08/06 Eisenhower : Eisenhower documentaire (1976)
- 15/06 L'islam : Pèlerinage à la Mecque documentaire (1976)
- 22/06 Les indiens d'aujourd'hui : L'indien de Carol Reed (1970)
- 29/06 Winston Churchill : Du sang de la sueur et des larmes de Herbert Wise (1974)
- 06/07 Église d'hier et d'aujourd'hui : Le visiteur de Jack Gold (1974) (reprogrammé)
- 13/07 Eddy Merckx : La course en tête documentaire de Joël Santoni (1975)
- 20/07 La sécheresse : La sécheresse documentaire de J.P. Bertrand (1976)
- 27/07 Le premier héros russe : Alexandre Nevski de Sergueï Eisenstein (1938)
- 03/08 Les forêts : La vallée des géants de Felix Feist (1952)
- 10/08 A la recherche des trésors : L'ile au trésor de John Hough (1972)
- 17/08 La Fayette : La Fayette de Jean Dréville (1961)
- 24/08 La défaite politique du vainqueur du pacifique : Douglas Mc Arthur documentaire (1975)
- 31/08 Le tour du monde en 80 secondes : Une dépêche de Reuter de William Dieterle (1940)

### Saison 10 (1976-1977)
- 07/09 Mary Stuart : Mary Stuart, reine d’Écosse de Charles Jarrot (1971)
- 14/09 Les catholiques l'église et la foi : Le visiteur téléfilm de Jack Gold (1974)
- 28/09 La police : Un flic de Jean Pierre Melville (1972)
- 05/10 Golda Meir : Ils étaient dix de Baruch Dienar (1960)
- 12/10 Français, qui êtes vous ? Ces drôles de français documentaire (1976)
- 19/10 La recherche médicale : La machine extraordinaire documentaire (1976)
- 26/10 La jeunesse délinquante : Les Cœurs verts de Edouard Luntz (1966)
- 02/11 Les élections américaines : Votez Mc Kay de Michael Ritchie (1972)
- 09/11 L’Irlande : Les enfants de la guerre téléfilm de George Schaefer (1972)
- 16/11 La démocratie parlementaire : Mr Smith au sénat de Frank Capra (1939) (reprogrammé)
- 23/11 Les cadres : tous des chefs téléfilm de JF Delassus (1976)
- 30/11 Les transports en commun : Elle court elle court la banlieue de Gérard Pirès (1973)
- 07/12 La démocratie parlementaire : Mr Smith au sénat de Frank Capra (1939)
- 14/12 Les procès dans les pays de l'Est : L'aveu de Costa-Gavras (1970)
- 21/12 Les futures étoiles du foot : Tom foot de Bo Widerberg (1974)
- 28/12 De l'animal à la civilisation : L'enfant sauvage de François Truffaut (1970)
- 04/01 La justice de Vichy au service d'Hitler : Section spéciale de Costa-Gavras (1975)
- 11/01 Il y a 20 ans ... Suez : La crise du canal de Suez, documentaire
- 18/01 Les mutineries de 1917 : Pour l'exemple de Joseph Losey (1964)
- 25/01 Le problème viticole en France : Ces grappes de ma vigne téléfilm de Alain Quercy (1975)
- 01/02 Les problèmes des français : débat avec le président de la république Valéry Giscard d'Estaing.
- 08/02 Le règne de l'empereur François Ferdinand : Sissi impératrice de Ernst Marischka (1956).
- 15/02 Les jurés : Justice est faite d'A. Cayatte (1950)
- 22/02 Les mariages mixtes : Devine qui vient diner ? de Stanley Kramer (1967) (reprogrammé le 22/03)
- 01/03 La sécurité des citoyens : L'Incident de Larry Peerce (1967)
- 08/03 Le monde des courses de chevaux : Casaque arc en ciel de Basil Dearden (1954)
- 15/03 L'aviation pendant la 1re guerre mondiale : Le baron rouge de Roger Corman (1971)
- 22/03 Les mariages mixtes : Devine qui vient diner ? de Stanley Kramer (1967)
- 29/03 Petites boutiques et grande surface : Aux bonheur des dames de A Cayatte (1943)
- 05/04 Quand l’Europe se partageait l'Afrique : Fachoda, la mission Marchand - série TV - épisode 6 (1976)
- 12/04 Et pourtant ils sont français : Les Harkis documentaire de D. Wronecki (reprogrammé le 17/05)
- 19/04 La mort qu'on respire (catastrophe de Seveso) : Rage de G. C Scott (1972)
- 26/04 La première défaite d'Hitler : La bataille d'El Alamein de Giorgio Ferroni (1969)
- 03/05 Les handicapés mentaux : Un neveu silencieux de Robert Enrico (1977)
- 10/05 Tino Rossi face aux téléspectateurs : Fièves de Jean Delannoy (1942)
- 17/05 Et pourtant ils sont français : Les Harkis documentaire de D. Wronecki
- 24/05 Les contribuables et les fraudeurs : L'affaire Sloane de Douglas Jackson (1972) (reprogrammé le 14/06)
- 31/05 Les luttes sociales aux USA en 1920 : Sacco et Venzetti de G. Montaldo (1971)
- 07/06 Des dollars pour sauver l'Europe : Bienvenue Mr Marchall de Luis Garcia Berlanga (1953)
- 14/06 Les contribuables et les fraudeurs : L'affaire Sloane de Douglas Jackson (1972)
- 21/06 Le prix d'un enfant : L'affaire Lindbergh (1), téléfilm de Buzz Kulik (1976)
- 28/06 Pour ou contre la peine de mort : L'affaire Lindbergh (2), téléfilm de Buzz Kulik (1976)
- 05/07 Quand la médecine devient un commerce : 7 morts sur ordonnance de J. Rouffio (1975)
- 12/07 La vie du peuple à Paris il y a 100 ans : Gervaise de R. Clément (1956)
- 19/07 Les premiers rois d’Israël : Saul et David de Marcello Baldi (1968)
- 26/07 Les corsaires : Surcouf, le tigre des 7 mers de Sergio Bergonzelli (1966)
- 02/08 D’où vient l'homme ? : Darwin de Jack Couffer (1972)
- 09/08 Les voleurs d’œuvres d'art : Comment voler un million de dollars ? de William Wyler (1966)
- 16/08 Au IXe siècle le rêve d'une société idéale : La Cécilia de Jean-Louis Comolli (1976)
- 23/08 Michel le brave, fondateur de la Roumanie : La dernière croisade de Sergiu Nicolaescu (1970)
- 30/08 La campagne d’Égypte : Bonaparte au Moyen-Orient, documentaire de Guillaume Silberfeld (1977)

### Saison 11 (1977-1978)
- 06/09 La valse de Vienne : Toute la ville danse de Julien Duvivier (1938)
- 13/09 Si tout le monde avait la bombe ? La souris qui rugissait de Jack Arnold (1959)
- 20/09 La Régence : Que la fête commence de Bertrand Tavernier (1975)
- 27/09 Décadence d'une société : La Dolce Vita de Federico Fellini (1960)
- 04/10 L'affaire Kappler : SS représailles de George Pan Cosmatos (1973)
- 11/10 La grande figure de la Résistance : Jean Moulin, téléfilm de Henri Calef (1977)
- 18/10 Le viol : Une affaire de viol téléfilm de Boris Sagal (1977)
- 25/10 La révolution soviétique : Le 6 juillet de Youli Karassik (1968)
- 08/11 La mère et l'enfant : Le cas du docteur Laurent de Jean-Paul Le Chanois (1957).
- 15/11 1944, la campagne d'Italie : Le Monde en guerre : épisode 3 - série documentaire (1974)
- 22/11 Des espions dans le ciel : Francis Gary Powers téléfilm de Delbert Mann (1976)
- 29/11 Les français et les partis politiques (1) : débat uniquement.
- 06/12 Les français et les partis politiques (2) : débat uniquement.
- 13/12 Le public de télévision peut-il tout voir ? La neige de Noël téléfilm de Miche Wyn (1977)
- 20/12 Louis XI : Louis XI ou la naissance d'un roi téléfilm d'Alexandre Astruc (1977) (reprogrammé en 1978)
- 27/12 Edith Piaf : Piaf de Guy Casaril (1974) (reprogrammé en 1978)
- 03/01 La IVe République Montage de document d'archive (1978)
- 10/01 L'esclavage : Racines - premier épisode (1977)
- 17/01 Les français et les partis politiques : En direct du sénat
- 24/01 Edith Piaf : Piaf de Guy Casaril (1974)
- 31/01 La situation des noirs dans la plantation : Racines - épisodes 5 et 6 (1977)
- 07/02 Les conspirations d'un dauphin : Louis XI ou la naissance d'un roi téléfilm d'Alexandre Astruc (1977)
- 14/02 Les médias et la célébrité : Un homme dans la foule d'Elia Kazan (1957)
- 21/02 Mystère dans l'Atlantique Nord : Le triangle des Bermudes - téléfilm
- 14/03 Les dangers d'incendie dans les tours : Terreur au 40e étage téléfilm de Jerry Jameson (1974)
- 21/03 À quel âge, le droit de choisir sa vie ? : Mourir d'aimer d'André Cayatte (1971)
- 28/03 Le monde paysan avant la révolution : 1788 téléfilm de Maurice Failevic (1978)
- 04/04 L’hôpital : Service des urgences téléfilm (1976)
- 11/04 L’Italie, une démocratie en échec ? : Montage de document d'actualité (1978)
- 18/04 Le détournement d'avion d'Entebbe : Victoire à Entebbe de Marvin Chomsky (1976)
- 25/04 Le contingent français en Algérie : R.A.S. d'Yves Boisset (1973)
- 02/5 mai 68 dans le monde : Montage de document d'archive
- 09/05 Le retour du général de Gaulle au pouvoir : 1958, D'une république à l'autre documentaire de G. Larriaga (1978)
- 16/05 La milice : Lacombe Lucien de Louis Malle (1974)
- 23/05 Emile Zola : Émile Zola ou la Conscience humaine, téléfilm de Stellio Lorenzi
- 06/06 Les problèmes du football : Vingt ans après reportage d'Adolphe Drey (1978)
- 13/06 Réglementer la mort ? : Faut-il laisser mourir Kareen ? téléfilm de Hal Stowitz
- 20/06 L'homme du 18 juin : 12 jours pour rentrer dans l'Histoire téléfilm de Y.A Hubert
- 27/06 Après l'Amocco-Cadiz : Les marées noires ou le prix du pétrole documentaire de G. Larriaga (1978)
- 04/07 Les accidents de la route : Carambolages téléfilm de John Llewellyn Moxey (1976)
- 11/07 La passion du jeu : À tous les coups l'on gagne téléfilm de P. Bogart (1975) (rediffusé le 12/09)
- 18/07 Edouard VIII et W.W. Simson : La femme que j'aime téléfilm de Paul Wendkos
- 25/07 Les conquistadors : Aguirre, la colère de Dieu de Werner Herzog (1972)
- 01/08 Le plus fou des milliardaires : Howard Hughes téléfilm de W.A. Graham (1977)
- 08/08 Franz Liszt : Franz Liszt, les rêves d'amour de Márton Keleti (1970)
- 15/08 Les sectes : Hélène (Can Ellen Be Saved?) téléfilm de Harvey Hart (1974)
- 22/08 S.O.S naufrage : Panique à bord de Andrew L. Stone (1960)
- 29/08 L'indépendance du Brésil : Indépendance ou mort de C. Coimbra (1972)

### Saison 12 (1978-1979)
- 05/09 Faits divers et chiens écrasés : Spéciale première de Billy Wilder (1974)
- 12/09 La passion du jeu : À tous les coups l'on gagne de P. Bogart (1975)
- 19/09 Les phénomènes de possession : Les envoûtés téléfilm de Jerry Thorpe (1977)
- 26/09 La révolution de la communale : Un hussard noir en pays blanc téléfilm de A. Boudet (1978)
- 03/10 Le cerveau : Charly de Ralph Nelson (1968)
- 10/10 Le métier d'avocat : Les bonnes causes de Christian-Jaque (1963)
- 17/10 Un enfant à tous prix : Un bébé sur commande téléfilm de James Bridges
- 24/10 Jusqu'à quand le pétrole ? L'or noir de l'Oklahoma de Stanley Kramer (1972) (rediffusé le 24/10)
- 31/10 La valeur des diplômes : La Chasse aux diplômes de James Bridges (1973)
- 07/11 Les enfants martyrs : Mary-Jane Harper a pleuré la nuit dernière téléfilm de Allen Reisner (1977)
- 14/11 Jusqu'à quand le pétrole ? L'or noir de l'Oklahoma de Stanley Kramer (1972)
- 21/11 Les immigrés : Les ambassadeurs de Naceur Ktari (1975)
- 28/11 Nixon face aux spectateurs : film de montage sur R. Nixon
- 05/12 Le rôle du Vatican dans le monde Les Souliers de saint Pierre de Michael Anderson (1968)
- 12/12 Comment les enfants nous jugent-ils ? Si vous écoutiez les enfants ? documentaire de Pascale Breugnot (1978) (reprogrammé en 1979)
- 19/12 Charlie Chaplin : Le gentleman vagabond documentaire de Richard Patterson (1976)
- 26/12 Les Beatles : Help de R Lester (1965)
- 02/01 Un roi à la conquête de son pays : Louis XI ou le pouvoir central, téléfilm d'A. Astruc
- 09/01 L'assassinat de JFK : Le procès de Lee H. Oswald (2ème partie) téléfilm de D. Greene
- 16/01 Redif. L'université : La chasse aux diplômes de James Bridges (1973)
- 23/01 L'affaire Leopold III : La question royale documentaire de Christian Mesnil (1975)
- 30/01 Le garde des sceaux face aux français : Les français et la justice documentaire de G. Larriaga
- 06/02 Comment les enfants nous jugent-ils ? Si vous écoutiez les enfants ? documentaire de Pascale Breugnot (1978)
- 13/02 La montée du nazisme : Holocauste (épisode 1) de M.Chomsky
- 20/02 L'influence des images ; L'homme qui racontait des histoires, téléfilm de B. Markovitz (reprogrammé le 08/05)
- 27/02 Vie et mort dans les camps nazis : Holocauste mini-série de M.Chomsky (épisode 4)
- 06/03 La presse et la vie privée : L'Honneur perdu de Katharina Blum de Volker Schlöndorff (reprogrammé le 20/03)
- 13/03 Faut-il rouvrir les maisons closes ? Racolages téléfilm de Joseph Sargent
- 20/03 Rediff. La presse et la vie privée : L'honneur perdu de Katarina Blum de Volker Schlöndorff (1975)
- 27/03 Espionnage pendant la guerre froide : Philby, Burgess et Mc Lean, téléfilm de Gordon Flemyng (1977) (reprogrammé le 22/05)
- 03/04 Les ordinateurs : L'homme de papier téléfilm de W. Grauman
- 10/04 L’œuvre de Shakespeare : La vie de Shakespeare, série télévisée (épisode 6 et 7)
- 17/04 Violence conjugale : Une femme battue téléfilm de J.L Moxley
- 24/04 L'ouvrier est-il une machine ? La classe ouvrière va au paradis d'Elio Petri (1971).
- 01/05 La fabuleuse histoire des trésors : L'île au trésor de A. White (1972)
- 08/05 L'influence des images : L'homme qui racontait des histoires telefilm de Robert Markowitz (1977)
- 15/05 Le pouvoir et la révolution : Staline-Trotsky téléfilm d'Y. Ciampi (1979)
- 22/05 Espionnage pendant la guerre froide : Philby, Burgess et Mc Lean téléfilm de Gordon Flemyng (1977)
- 29/05 Le tournoi de Roland-Garros : Il était une fois Roland-Garros documentaire d'A Drehy (1979)
- 05/06 Le maréchal Ney : Le dernier choix du maréchal Ney, téléfilm de M. Frydland (1979)
- 12/06 La dictature des colonels : Z film de Costa-Gavras (1969)
- 19/06 L'inquisition : Giordano Bruno film de G. Montaldo (1973)
- 26/06 Y a-t-il une vie après la mort ? : Le Fantôme du vol 401 téléfilm de S. Stern (1978)
- 03/07 Les français parlent de leurs vacances : Les Vacances de monsieur Hulot de Jacques Tati (1953)
- 10/07 Neil Armstrong face aux spectateurs : L'aigle s'est posé, documentaire de G. Larriaga (1979)
- 17/07 La voile : Passeport pour l'océan documentaire de A. Dhrey
- 24/04 La mafia aux U.S.A : Lucky Luciano de F. Rosi (1974)
- 31/07 Les inventions : Gizmo! d'Howard Smith (1977)
- 07/08 Sarah Bernhardt : Incroyable Sarah de R. Fleisher (1976)
- 14/08 La nature est-elle cruelle ? : Piège mortel documentaire de H. Falkus (1974)
- 21/08 La libération de Paris : Paris brûle-t-il? de René Clément (1966)
- 28/08 Napoléon II : Napoléon II, l'aiglon de C. Boissol (1961)

### Saison 13 (1979-1980)
- 04/09 L' Antarctique : Voyage au bout du monde de Jacques-Yves Cousteau (1976)
- 11/09 Les surdoués : Mais qu'est qu'on va faire de lui ? téléfilm de Pierre Jallaud (1978)
- 18/09 La prise de pouvoir par Mussolini : L'affaire Matteotti de Florestano Vancini (1973)
- 25/09 Le maccarthisme : La chasse aux sorcières téléfilm de Jud Taylor (1974)
- 02/10 Vichy juge le front populaire : Le procès de Riom téléfilm d'Henri Calef (1979)
- 09/10 Les ventes d'armes : Tant qu'il y a de la guerre, il y a de l'espoir d'Alberto Sordi (1974)
- 16/10 Les patrons d'hier et d'aujourd'hui : L'usine Quesnay téléfilm de J.F Delassus (1979)
- 23/10 Histoire de l'Islam : Le message (part. 1) de M. Akkad (1976)
- 30/10 700 millions de musulmans… : Le message (part. 2) de M. Akkad (1976)
- 06/11 Le juge d'instruction : Le Juge Fayard dit « le Shériff » d'Yves Boisset (1977)
- 13/11 Les petits plats, les grands chefs : L'Aile ou la Cuisse de Claude Zidi (1976)
- 20/11 La révolte des canuts : Charles Clément, canut de Lyon téléfilm de Roger Kahane (1979)
- 27/11 Le génocide du peuple khmers : Cambodge, montage de documents d'actualité
- 04/12 La bataille de Mers-el-Kébir : Mers-el-Kébir téléfilm de Pierre Cardinal (1978)
- 11/12 Le pétrole : débat non illustré.
- 18/12 La naissance de Jésus : La Nativité, téléfilm de B. Kowalski (1978)
- 01/01 Les animaux ont aussi des droits : Vivre libre de James Hill (1966)
- 08/01 Les prises d'otages politiques : Un homme voit rouge de Casper Wrede (1973)
- 15/01 Le renversement du président Allende : Il pleut sur Santiago de Helvio Soto (1975)
- 22/01 La libre circulation des hommes : Le transfuge (en) (The Defection of Simas Kudirka) téléfilm de David Lowell Rich (1978)
- 29/01 Le 3e âge : Le dernier locataire téléfilm de Jud Taylor (1978)
- 05/02 Les temps héroïques de la télévision : montage de documents (1980)
- 12/02 La sécurité dans les villes : Un justicier dans la ville de Michael Winner (1974)
- 19/02 Où va la civilisation de l'automobile ? Detroit (série TV épisode 5/6)
- 26/02 Le casse de Nice : Les Égouts de l'or, téléfilm de F. Megahy (1979)
- 04/03 L’Europe : L’Europe du XXe siècle, montage de documents d'archives
- 11/03 L’Afghanistan : Les Cavaliers de John Frankenheimer (1971)
- 18/03 La contraception : Prudence et la pilule de Fielder Cook (1968)
- 25/03 Les experts sont-ils infaillibles ? La faute de Mr Bertillon téléfilm d'Alain Denault (1980)
- 01/04 Avis de recherche : Danielle a disparu documentaire de Marianne Grosset (1980)
- 08/04 Sur les pas de Jésus : Jésus de Nazareth, série TV, épisode 4 et 5
- 15/04 Les espions en sommeil : La Taupe (mini série épisode 1) (1979)
- 22/04 Luis Mariano : Le Chanteur de Mexico de R. Pottier (1956)
- 29/04 La gauche, une famille déchirée depuis 60 ans : Le grand fossé téléfilm d'Yves Ciampi (1979)
- 06/05 Le paquebot France : montage de documents d'archives (1980)
- 13/05 La condition féminine : Les filles au bureau téléfilm de Ted Post (1979)
- 20/05 Les J.O. vont-ils disparaitre ? La vie de Pierre de Coubertin téléfilm de Pierre Cardinal (1980)
- 27/05 Le Québec et le Canada : Je me souviens téléfilm de Robin Spry
- 03/06 Sourds et malentendants : Victoire sur le silence téléfilm de Lou Antonio (1979)
- 10/06 Tito et la Yougoslavie : La Cinquième Offensive de Stipe Delić (1973)
- 17/06 L'héritage de tous les français : Opération patrimoine documentaire d'Alain Cances
- 24/06 Que nous apporterons les années 80 ? : La dernière décennie film de montage (1980)
- 01/07 Des kilos en trop : Avant et après téléfilm de Kim Friedman (1979)
- 08/07 Les fêtes de village : Jour de fête de Jacques Tati (1949)
- 15/07 Magie et hypnotisme au XVIIIe siècle : Cagliostro de Gregory Ratoff (1949)
- 22/07 Il y a 50 ans le cinéma prend la parole : Chantons sous la pluie de Stanley Donen et Gene Kelly (1952)
- 29/07 Les dangers venus de l'espace : Du feu dans le ciel, téléfilm de Jerry Jameson (1979)
- 05/08 Le trésor des pyramides : Le Pharaon de Jerzy Kawalerowicz (1965)
- 12/08 Marilyn Monroe : Arrêt d'autobus de Joshua Logan (1956)
- 19/08 Napoléon à St Hélène : Betzi, téléfilm de Claude Watham (1980)
- 26/08 Le roman photo : Courrier du cœur de Federico Fellini (1952)

### Saison 14 (1980-1981)
- 02/09 La vie d'artiste : Salut l’artiste d'Yves Robert (1973)
- 09/09 L'affaire Dominici : L'affaire Dominici de Claude Bernard-Aubert (1973)
- 16/09 Les encombrements du ciel : Collision téléfilm de Leslie Woodhead (1978)
- 23/09 Le marketing politique : Le moustique téléfilm de Maurice Frydland (1980)
- 30/09 La vie quotidienne en URSS : L'opinion personnelle de Youli Karassik (1976)
- 07/10 Les enfants dans le divorce : J'ai volé mes enfants téléfilm de David Rodman (1979)
- 14/10 Les missionnaires : Les clés du royaume de John M Stahl (1944)
- 21/10 Les assassinats politiques : À cause d'un assassinat de Alan J. Pakula (1974)
- 28/10 Les malades qui ont changé l'Histoire : Le président est gravement malade téléfilm de Jean Elleinstein (1980)
- 04/11 La IIIe république : À une voix près... téléfilm d'Alexandre Astruc (1980)
- 11/11 11 novembre 1918, une capitulation pour rien ? Des rumeurs dans la forêt téléfilm (1980)
- 18/11 Dans les coulisses des prix littéraires : Viens de paraitre de Jacques Houssin (1949)
- 25/11 Le couple moderne et la liberté sexuelle : Bob et Carole et Ted et Alice de Paul Mazursky (1969)
- 02/12 Le temps du béton : Le rebelle de King Vidor (1949)
- 09/12 60 ans d'histoire du PC : Le parti communiste, montage de document d'archives
- 16/12 La responsabilité médicale : La faute téléfilm d'André Cayatte (1980)
- 23/12 Les animaux d'Afrique : Ahmed, éléphant d’Afrique documentaire de Simon Trevor (1971)
- 30/12 John Wayne : El Dorado de Howard Hawks (1966)
- 06/01 Un nouveau-né entre la vie et la mort Lindsey téléfilm de John Bruce (1980)
- 13/01 Les chemins de la drogue : French Connection de William Friedkin (1971)
- 19/01 Sortir de prison : Deux hommes dans la ville de José Giovanni (1973)
- 26/01 À la recherche du premier emploi : F comme Fairbanks de Maurice Dugowson (1976)
- 03/02 L'héritage : L'extravagant Mr Deeds de Frank Capra (1936)
- 10/02 La télévision pour le meilleur et pour le pire : Network, main basse sur la TV de Sidney Lumet (1976)
- 17/02 La révolution du monde paysan : Le cheval vapeur de Maurice Failevic (1979)
- 24/02 La chirurgie esthétique : Miroir, miroir de Joanna Lee (1979)
- 03/03 Les pères qui élèvent seuls leurs enfants : Monsieur Papa de Philippe Monnier (1977)
- 10/03 Les otages américains de Téhéran Négociations secrètes documentaire de Pierre Salinger (1981)
- 17/03 Molière et son temps : Molière d'Ariane Mnouchkine (épisode 5 et 6) (1980)
- 24/03 Les détectives privés : Adieu ma jolie de Dick Richards (1975)
- 31/03 Le cinéma porno : On aura tout vu ! de G. Lautner (1976)
- 07/04 La vivisection : Autopsie d'un sacrifice reportage d'A. Bougrain Dubourg (1981)
- 14/04 Jean Gabin : Le tonnerre de Dieu de Denys de La Patelière (1965)
- 21/04 La chirurgie esthétique : Miroir, miroir de Joanna Lee (1979)
- 28/04 les mères au travail ou à la maison : Va voir Maman ... Papa travaille de François Leterrier (1978)
- 05/05 Trois procès pour une sainte : Jeanne d'Arc de Victor Flemming (1948) (reprogrammé le 26/05)
- 12/05 Les grosses affaires et les petits porteurs : Une cadillac en or massif de Richard Quine (1956)
- 19/05 L'avocat peut il être complice : Les avocats du diable téléfilm d'André Cayatte (1981)
- 26/05 Trois procès pour une sainte : Jeanne d'Arc de Victor Flemming (1948)
- 02/06 Le chef militaire dans la nation : Patton (2ème partie) de F.J. Schaffner (1970)
- 09/06 La corrida : Feria à Nimes documentaire d'André Veyret (1981)
- 16/06 Les révoltes paysannes au XVIIe siècle : Le Pain de Fougère, téléfilm d'Alain Boudet (1981)
- 23/06 Paris son histoire et ses chansons : Si Paris nous était conté, de Sacha Guitry (1955)
- 30/06 Le loto, apprendre à être riche : Sous une pluie d'or, reportage de Marianne Gosset (1981)
- 07/07 La prémonition : Angoisses d'Yvan Nagy (1979)
- 14/07 Les cibistes : Cours après moi, shérif de Hal Needham (1977)
- 21/07 Les fous des échecs : L'échiquier de la passion de W. Petersen (1978)
- 28/07 Venise, gloire et déclin : Le procès des Doges de Duccio Tessari (1963)
- 04/08 Duel sur la mer : Les voiles de la gloire téléfilm de G. J. Schnitzer (1980)
- 11/08 Les incendies de forêt : Horizons en flammes téléfilm d'Earl Bellamy (1977)
- 18/08 Gérard Philippe : Monsieur Ripois de René Clément (1954)
- 25/08 Un monde disparu, mythe ou réalité ? : L'Atlantide de Gregg Talls (1949)

### Saison 15 (1981-1982)
- 01/09 Gauguin et l'appel des iles : Gauguin le Sauvage téléfilm de Fielder Cook (1980)
- 08/09 L'école, quel avenir ? L'école documentaire de Daisy de Galard (1981)
- 15/09 Les handicapés : Comme des gens normaux téléfilm de Harvey Hart (1979)
- 22/09 Spécial TGV : reportage en direct de Lyon
- 29/09 Le nouveau gangstérisme : Un après-midi de chien de Sidney Lumet (1975)
- 06/10 La presse : Judith Therpauve de Patrice Chéreau (1978)
- 13/10 La mafia aux USA : Le parrain (1ère partie) de Francis Ford Coppola (1972) (2ème partie diffusée le jeudi suivant dans l'émission Jeudi cinéma de P. Tchernia)
- 20/10 Le racisme quotidien : Dupont Lajoie d'Yves Boisset (1974)
- 27/10 Quel pouvoir pour le journaliste ? : Parole d'honneur téléfilm de Mel Damski (1981)
- 03/11 De Gaulle intime : De Gaulle documentaire de Gilbert Lariaga (1981)
- 10/11 La mort de Staline : Staline est mort téléfilm d'Yves Ciampi (1981)
- 17/11 La sécurité des chefs d'état : L’enlèvement du président de Georges Mendeluk (1980)
- 24/11 La drogue dont on ne parle pas : Le garçon qui buvait trop téléfilm de Jerrold Freedman (1979)
- 01/12 D'autres vies sont-elles possibles ailleurs ? La guerre des mondes de Bryon Haskin (1953)
- 08/12 l'O.A.S. : Le complot de René Gainville (1973)
- 15/12 L'éducation des enfants : La clé sur la porte d'Yves Boisset (1978)
- 22/12 Quelles histoires pour les enfants ? : Peau d’âne de Jacques Demy (1970)

L'émission devient mensuelle :
- 05/01 La police et les citoyens : La femme flic de Yves Boisset (1980)
- 02/02 Les ministres passent, les fonctionnaires restent : Le pouvoir d'inertie téléfilm de Jean-François Delassus (1982)
- 02/03 Les greffes, 30 ans après : Je vous ferais aimer la vie de Serge Korber (1979)
- 06/04 Les crises dans les pays d'Europe de l'Est : L'invasion documentaire de Leslie Woodhead (1980)
- 04/05 La guerre d’Algérie pouvait-elle s’arrêter plus tôt ? : L’enlèvement de Ben Bella téléfilm de Pierre Lefranc (1982)
- 01/06 La fin de Hitler : Le bunker téléfilm de Lazare Iglesis (1982)
- 06/07 Les jumeaux : Les jumeaux documentaire de Claude Massot (1982)
- 03/08 Les vacances des français : Les bronzés de Patrice Leconte (1978)

### Saison 16 (1982-1983)
| Diffusion        | Thème                                          | Film                                      | Réalisateur          | Date |
| ---------------- | ---------------------------------------------- | ----------------------------------------- | -------------------- | ---- |
| 7 septembre 1982 | Mort d'une entreprise                          | Des yeux pour pleurer (téléfilm)          | André Cayatte        | 1982 |
| 5 octobre 1982   | La violence et la peur                         | Les chiens                                | Alain Jessua         | 1979 |
| 2 novembre 1982  | L'argent et son odeur                          | Le Sucre                                  | Jacques Rouffio      | 1978 |
| 7 décembre 1982  | La publicité, pour le meilleur et pour le pire | Jupiter 81                                | Maurice Frydland     | 1982 |
| 4 janvier 1983   | Le monde des courses                           | Le Mors aux dents                         | Laurent Heynemann    | 1979 |
| 1er février 1983 | Les criminels de guerre                        | Marathon man                              | John Schlesinger     | 1976 |
| 1er mars 1983    | L'armistice de Juin 1940                       | L'armistice de Juin 1940 (téléfilm)       | Hervé Baslé          | 1983 |
| 5 avril 1983     | Pour ceux d'Algérie, que reste-t-il du passé ? | Retour à Cherchell (téléfilm)             | André Cayatte        | 1983 |
| 3 mai 1983       | 1929-1973, d'une crise à l'autre               | Les coulisses du Krach de 1929 (téléfilm) | Joseph Hardy         | 1982 |
| 7 juin 1983      | Mai 68 : Le départ à Baden-Baden               | Le général a disparu (téléfilm)           | André Hubert         | 1983 |
| 5 juillet 1983   | La mort en spectacle                           | La Fureur du danger                       | Hal Needham          | 1979 |
| 2 août 1983      | L'échec des Alliés à Arnhem                    | Un pont trop loin                         | Richard Attenborough | 1977 |

### Saison 17 (1983-1984)
| Diffusion         | Thème                                                       | Film                               | Réalisateur        | Date |
| ----------------- | ----------------------------------------------------------- | ---------------------------------- | ------------------ | ---- |
| 6 septembre 1983  | La réincarnation                                            | Audrey Rose                        | Robert Wise        | 1977 |
| 4 octobre 1983    | Sciences, fiction, et science-fiction                       | Nimitz, retour vers l'enfer        | Don Taylor         | 1980 |
| 1er novembre 1983 | La retraite une nouvelle vie ou le commencement de la fin ? | Tous les jours dimanche (téléfilm) | Pierre Jallaud     | 1983 |
| 6 décembre 1983   | Chez vous aussi, la drogue peut entrer                      | J'ai tué mon fils (téléfilm)       | Paul Wendkos       | 1977 |
| 3 janvier 1984    | Yves Montand face aux spectateurs                           | Le choix des armes                 | Alain Corneau      | 1981 |
| 7 février 1984    | La ruée vers l'or blanc                                     | Les bronzés font du ski            | Patrice Leconte    | 1979 |
| 6 mars 1984       | Le pouvoir de l'image ou le pouvoir par l'image             | Les espions dans la ville          | George Kaczender   | 1980 |
| 3 avril 1984      | Débat avec Robert Badinter, garde des Sceaux                | Une chance sur mille (téléfilm)    | Charlotte Dubreuil | 1983 |
| 1er mai 1984      | La guerre de 14-18                                          | Le diable au corps                 | Claude Autant-Lara | 1947 |
| 5 juin 1984       | Le débarquement en Normandie                                | Au delà de la gloire               | Samuel Fuller      | 1980 |
| 3 juillet 1984    | Vivre ou mourir sur la route                                | Asphalte                           | Denis Amar         | 1981 |
| 7 août 1984       | Qu'est ce qui fait courir les athlètes ?                    | De l'or au bout de la piste        | Joseph Sargent     | 1979 |

### Saison 18 (1984-1985)
- 04/09 Être gay en 1984 : Cet été-là, téléfilm de Lamont Johnson (1972)
- 02/10 La prostitution : La Dérobade de Daniel Duval (1979)
- 06/11 Dans les coulisses de la vie publique : La Race des seigneurs de Pierre Granier-Deferre (1974)
- 04/12 Peut-on soigner le mal dans la peau ? : Psy de Ph. de Broca (1981)
- 08/01 Regards sur l'armée de papa : Allons z'enfants d'Yves Boisset (1981)
- 05/02 Demain la bombe, et après ... : Malevil de Christian de Chalonge (1981)
- 05/03 Le suicide chez les jeunes : Un dernier appel au secours, téléfilm de Hal Sitowitz (1977)
- 02/04 Il y a 40 ans, le partage du monde : Yalta, téléfilm de Yves-André Hubert (1984)
- 07/05 La déportation :pour ne pas oublier... : Le Journal d'Anne Frank de George Stevens (1959)
- 04/06 Le cancer : où en est-on ? : L'Amour nu de Yannick Bellon (1981)
- 02/07 Le réseau Manouchian : la résistance oubliée : Des terroristes à la retraite, documentaire de Mosco Boucault (1985)
- 06/08 Être beau ou laid : Marty de Delbert Mann (1955)

### Saison 19 (1985-1986)
- 05/09 La bombe sur Hiroshima : Enola Gay, téléfilm de David Lowell Rich (1980)
- 01/10 Profession homme politique : La politique est un métier, téléfilm de Maurice Frydland (1985)
- 05/11 Il y a 500 000 ans la flamme de la civilisation : La Guerre du feu de Jean Jacques Annaud (1981)
- 03/12 Sakharov, les droits d'un homme : Sakharov, téléfilm de Jack Gold (1984)
- 07/01 La rage de vaincre : Rocky de G. Avildsen (1976)
- 04/02 Pour rire et pleurer, le cinéma : La Chèvre de Francis Veber (1981)
- 04/03 Le sida, la peste du XXe siècle : Un printemps de glace, téléfilm de John Erman (1985)
- 01/04 La passion du jeu : La Flambeuse de Rachel Weinberg (1981)
- 06/05 Le football : une nouvelle religion universelle : Coup de tête de J.J. Annaud (1979)
- 01/07 Les services secrets : La Lettre du Kremlin de John Huston (1970)
- 05/08 Un siècle de mode à Paris : Chanel solitaire de George Kaczender (1981)

### Saison 20 (1986-1987)
- 02/09 L'inceste : Amélia téléfilm de Randa Haines (1984)[7]
- 07/10 Rentrée 1986 : Ou en est l'école ? Le maître d'école de Claude Berri (1981)
- 04/11 Disposer de sa vie : C'est ma vie, après tout ! de John Badham (1981)
- 02/12 Du coup de grisou à Tchernobyl : Le coût de l'énergie : Qu'elle était verte ma vallée ! de John Ford (1941)
- 06/01 Charité internationale ou solidarité business : Passeport pour l'enfer (Boat people) de Ann Hui (1982)
- 03/02 Quelle télévision pour demain ? : Le prix du danger d'Yves Boisset (1983)
- 03/03 L'église d'aujourd'hui : Meurtre au Vatican de M. Aliprandi (1982)
- 07/04 Les enfants victimes de la guerre des parents : Kramer contre Kramer de R. Benton (1979) (déprogrammé ? reprise le 15/09)
- 05/05 Les terroristes sont parmi nous : Bulletin spécial téléfilm de Edward Zwick (1983) (débat avec C. Pasqua, ministre de l'intérieur)
- 02/06 Boire + conduire = 5000 morts : L'amour brisé téléfilm de Jud Taylor (1984)
- 07/07 Chanson d'un jour, chanson de toujours: Le bal d'E. Scola (1983)
- 04/08 Petits rats et danseurs étoiles : Le tournant de la vie d'Herbert Ross (1977)

### Saison 21 (1987-1988)
L'émission devient bimensuelle :
- 01/09 La voyance : Dead Zone de David Cronenberg (1983)
- 15/09 Les enfants victimes de la guerre des parents : Kramer contre Kramer de R. Benton (1979)
- 06/10 Au cœur de l'action, les reporters : Under fire de Roger Spottiswoode (1983)
- 20/10 Les pieds-noirs, ça va ? : Le coup de Sirocco d'Alexandre Arcady (1979)
- 03/11 Les beurs parlent aux Français : Prends dix mille balles et casse-toi de M. Zemmouri (1981)
- 17/11 Arabes et juifs en Israël : Hanna K. de Costa-Gavras (1983)
- 01/12 Michèle Morgan face aux spectateurs : Les orgueilleux d'Yves Allégret (1953)
- 15/12 D'un sexe à l'autre : Le choix téléfilm d'Anthony Page (1986)
- 12/01 Ces femmes que l'argent intéresse : La Banquière de Francis Girot (1980)
- 26/01 L'histoire remise en question : Mayerling de Terence Young (1968)
- 09/02 La police peut-elle travailler sans indicateurs ? : La balance de Bob Swaim (1982)
- 23/02 Cœurs artificiels, greffes d'organes, quelle limites pour le progrès ? : Le seuil (Threshold) de Richard Pearce (1981)
- 08/03 Les monstres criminels sont-ils responsables ? : L'étrangleur de Boston de Richard Fleisher (1968)
- 22/03 Où en est la guerre contre la mafia ? : Cent jours à Palerme de Giuseppe Ferrara (1984)
- 12/04 Il était une fois un armateur grec : L'empire du Grec de J.L. Thomson (1978)
- 26/04 Faire des enfants sans faire l'amour : Les enfants de demain (Tomorrow's Child) téléfilm de Joseph Sargent (1982)
- 10/05 De la difficulté d'être femme en 1988 : Au revoir ... à lundi de Maurice Dugowson (1979)
- 14/06 Ces maladies du corps qui viennent de l'âme : Les mots pour le dire de José Pinheiro (1983)
- 28/06 Que reste-t-il des samouraïs ? : Yakusa de Sydney Pollack (1974)
- 05/07 Le Jazz : Cotton club de F. F. Coppola (1984)
- 19/07 Les arts martiaux : Opération dragon de Robert Clouse (1973)
- 02/08 Être allemand à l’Est ou à l'Ouest : L'argent du mur téléfilm de Jean-François Delassus (1988)
- 16/08 Le prix d'une médaille : Les chariots de feu de Hugh Hudson (1981)

### Saison 22 (1988-1989)
- 06/09 La violence au coin de la rue : Tir groupé de Jean-Claude Missiaen (1982)
- 20/09 Ces héros de fiction qui sont rentrés dans notre vie : James Bond contre Dr No de Terence Young (1962)
- 04/10 Si cet enfant(trisomique) était le vôtre ? : Ces enfants-là téléfilm de Georg Stanford Brown (1987)
- 18/10 La collaboration, peut-on enfin en parler calmement ? : Stella de Laurent Heynemann (1983)
- 01/11 Démocratie, que de crimes en ton nom ! : Missing de Costa-Gavras (1982)
- 15/11 La révolution française commence à Grenoble : 1788 téléfilm de Maurice Faillevic (1978)
- 06/12 Ces tableaux qui deviennent des trésors : La vie passionnée de Vincent Van Gogh de Vincente Minelli (1956)
- 20/12 Un bateau pour la terre promise : Exodus d'Otto Preminger (1960)
- 03/01 Être ou ne pas être civilisés : Les dieux sont tombés sur la tête de Jimmy Uys (1980)
- 17/01 L'amnésie : Le passé évanoui téléfilm de Larry Elikann (1987)
- 07/02 La merveilleuse histoire du cirque : Trapèze de Carol Reed (1956)
- 21/02 Être un soldat hier et aujourd'hui : L'honneur d'un capitaine de Pierre Schoendoerffer (1982)
- 07/03 Les prisons : L'addition de Denis Amar (1984)
- 21/03 Quand on rencontre Dieu ... : Thérèse d'Alain Cavalier (1986)
- 04/04 Ces drôles de nouvelles familles : Avec les compliments de l'auteur d'Arthur Hiller (1982)
- 18/04 La saint Barthélémy : Catherine de Médicis téléfilm de Yves-André Hubert (1989)
- 02/05 L'ordinateur, attention dangers ! : War games de John Badham (1983)
- 16/05 Les hommes du désert, entre le mythe et la réalité : Harem d'Arthur Joffé (1985)
- 20/06 La violence et la mort dans les stades : À mort, l'arbitre! de J.P. Mocky (1983)
- 04/07 Fallait-il l'envoyer à l'échafaud ? : Marie-Antoinette de Jean Delannoy (1956)
- 18/07 De Kersauson, l'homme du défi : Les quarantièmes rugissants de Christian de Chalonge (1981)
- 01/08 Les premiers colons américains : Capitaine sans loi de Clarence Brown (1952)
- 15/08 Ces fous d'opéra : Carmen de Francesco Rossi (1984)

### Saison 23 (1989-1990)
- 05/09 Le bagne : Papillon de F.J. Schaffner (1973)
- 19/09 Le "ni dieu ni maître des nouveaux vagabonds" : Sans toit ni loi d'Agnès Varda (1985)
- 03/10 Invité unique, Charles Aznavour : Le passage du Rhin d'André Cayatte (1960)
- 17/10 Le droit de mourir : Choisir sa mort téléfilm de Paul Wendkos (1987)
- 07/11 Celui dont Staline voulait la mort : L'assassinat de Trotski de Joseph Losey (1972)
- 22/11 Hitler, le nazisme et l'histoire de notre temps : De Nuremberg à Nuremberg (part. 2) de Frédéric Rossif (1988)
- 05/12 Le cancer, un combat de tous les jours : Sauve-toi, Lola de Michel Drach (1986)
- 19/12 Invité unique, Alain Delon : Le professeur de Valério Zurlini (1972)
- 02/01 Le troisième bonheur : La maison du lac de Mark Rydell (1981)
- 16/01 Les fous sont parmi nous : Enfant de personne (Nobody's Child) téléfilm de Lee Grant (1986)
- 06/02 Le juge d'instruction, un homme seul à la recherche de la vérité : Le juge de Philippe Lefebvre (1984)
- 20/02 La radio d'hier ou les voix sans visage : Tandem de Patrice Leconte (1987)
- 06/03 Boire et déboires : La femme de ma vie de Régis Wargnier (1986)
- 20/03 L'homme politique est-il un produit publicitaire ? : Les coulisses du pouvoir de Sidney Lumet (1986)
- 03/04 L'adoption : un enfant pour une famille ou famille pour un enfant ? : Cet enfant est le mien téléfilm de David Greene (1985)
- 17/04 La bagnole pour le meilleur et pour le pire Autofolies documentaire de Christophe de Ponfilly (1990)
- 24/04 L'amour en France : L'amour en France documentaire de Daniel Karlin (1990)
- 01/05 Le ciel peut-il nous tomber sur la tête ? Météore de Ronald Neame (1979)
- 15/05 La liberté pour tous ? : Skokie le village de la colère téléfilm de Herbert Wise (1981)
- 19/06 Un inconnu nommé De Gaulle : Dessein et Destin de Charles de Gaulle série documentaire de François Moreuil (1990)
- 24/07 Le petit monde de Marcel Pagnol : Manon des sources de Claude Berri (1986)
- 07/08 Les insectes, un monde merveilleux et terrifiant : L'inévitable catastrophe d'Irwin Allen (1978)
- 21/08 Des trésors au fond des mers : Les grands fonds de Peter Yates (1977)

### Saison 24 (1990-1991)
- 04/09 Le pouvoir, les scandales, la presse et l'opinion : Les Hommes du président d'Alan J. Pakula (1976)
- 18/09 De la conquête de l'air à la conquête de l'espace : L'étoffe des héros de Philip Kaufman (1983)
- 02/10 Les batailles de l'automobile : Betsy de Daniel Petrie (1978)
- 16/10 L'arsenal de la 3ème guerre mondiale : Virus de Kinji Fukasaku (1980)
- 30/10 Le sida, la maladie, la recherche et l'argent : Un Flirt sans conséquence téléfilm d'A. Pope (1990)
- 13/11 Où en est le syndicalisme en France ? : Norma Rae de Martin Ritt (1979)
- 27/11 L'autisme, dans la forteresse vide des enfants du silence  : Miracle d'amour téléfilm de Glenn Jordan (1979)
- 11/12 Les arnaques et les jeux : La Couleur de l'argent de Martin Scorsese (1986)
- 08/01 Faut-il avoir peur de vieillir : Un piano pour Mrs Cimino téléfilm de George Schaefer (1982)
- 22/01 Les femmes battues : Appel au secours, téléfilm de Robert Markowitz (1989)
- 05/02 Une nouvelle conquête des femmes : La police : La Femme flic de Yves Boisset (1980)
- 19/02 Alain Prost face aux spectateurs : Virages de James Goldstone (1969)
- 05/03 La vie handicapée : Le Drame de Ted Kennedy junior téléfilm de Delbert Mann (1986)
- 19/03 Les voies mystérieuses de l'argent international : Une femme d'affaires de Alan J. Pakula (1981)
- 02/04 Quel prix pour la gloire sur le ring ? : Ragging Bull de Martin Scorsese (1980)
- 16/04 L'avocat, la justice, la vérité : Justice pour tous de Norman Jewison (1979)
- 07/05 Il y a 50 ans l'avortement menait à l’échafaud ... et aujourd'hui ? : Une affaire de femmes de Claude Chabrol (1988)
- 11/06 Être juif : L'élu de Jeremy Kagan (1981)
- 02/07 Tourisme… le monde est à vous : Mardi, c'est donc la Belgique de Mel Stuart (1969)
- 06/08 La cour d’Angleterre comme si vous y étiez : La Romance de Charles et Diana téléfilm de Peter Levin (1982)

## Quelques moments forts de l'émission
- Le 21 juin 1967, à la suite de la diffusion du film Exodus (1960) d'Otto Preminger, un débat sur les origines et les circonstances historiques de la création de l'État d'Israël est prévu, devant en principe « réunir » des représentants israéliens et arabes[1]. Cependant, la tension entre les deux camps étant trop forte, aucun des protagonistes n’accepte de participer à l'émission face à face. Les deux groupes sont donc « réunis » dans deux studios différents, Joseph Pasteur s’entretenant avec les invités arabes, et Alain Jérôme avec les Israéliens. Pour tout échange entre les deux plateaux, il n'y aura que des insultes[1].
- Le 2 avril 1974, un assistant prévient discrètement le présentateur Alain Jérôme que le président de la République, Georges Pompidou, vient de mourir. Les invités du soir improviseront alors les premiers hommages publics au défunt[1].
- Le 21 janvier 1975 est organisé le premier débat de l'histoire de la télévision française consacré à l'homosexualité. Y sont invités des écrivains ne cachant pas leur orientation (Roger Peyrefitte, Yves Navarre et Jean-Louis Bory), deux médecins, un prêtre, et le député Paul Mirguet, à l'origine d'un amendement classant l'homosexualité comme « fléau ». Pour le chercheur Mathias Quéré, « c'est la première fois que l'homosexualité est montrée à une heure de grande écoute avec un visage honorable ». 19 millions de téléspectateurs regardent l'émission[8].
- Le 1er février 1977, le président de la République Valéry Giscard d'Estaing participe à l'émission, débattant face à soixante Français[1]. Par ailleurs, Éric Tabarly, Alain Delon, Richard Nixon ou Alexandre Soljenitsyne comptèrent également parmi les invités du programme[1].
- Le 31 mars 1981, le sujet de l'émission est le cinéma pornographique. Sur le plateau dirigé par le présentateur Gilles Schneider, le réalisateur José Benazeraf attaque le critique François Chalais, selon lui un « cinéaste raté, journaliste raté, romancier raté » et « fatalement moraliste ». Alors que François Chalais s'apprête à lui répondre, Pierre Debray, l'époux de l'écrivaine Béatrice Sabran — invitée elle aussi ce soir là et choquée par les propos d'une actrice porno qui lui fait face — fait irruption sur le plateau passablement énervé, et arrache son épouse à « cette assemblée de pornographes »[1].
- Le 3 janvier 1984, l'acteur Yves Montand est l'invité de émission et répond pendant environ deux heures aux questions des téléspectateurs sur sa carrière, ses convictions communistes, ou sur les femmes de sa vie. L'audience est énorme : à minuit quinze, lorsque l'émission se termine, les téléspectateurs sont encore 13 millions devant leur poste à suivre le programme[1].

## Générique
L'indicatif musical du générique de l'émission était le début du quatrième mouvement (Protest) des Spirituals for Strings, Choir and Orchestra, une œuvre du compositeur américain Morton Gould datant de 1941. On entend aussi ce passage dans la bande-son du film L'Armée des ombres (1969) de Jean-Pierre Melville.
Du fait de moyens financiers restreints, et sans la visibilité sur l'avenir de l'émission, la musique originale du premier numéro des Dossiers de l'écran ne fut pas réalisée. On eut recours aux archives de l'ORTF pour trouver une musique « à la hauteur du concept ». Le producteur Armand Jammot opta pour un passage de Spirituals for Orchestra de part le caractère « anxiogène » et « hypnotique » de la musique, et la choisit alors pour illustrer l’émission.
Le générique proprement dit de l'émission est aussi une idée d'Armand Jammot. Il est constitué d'une séquence où un dossier cartonné s'ouvre lentement, dévoilant à la fois le titre du film à venir, les invités du débat qui suivra le film, et enfin les membres de l'équipe. La main anonyme qui tourne les pages sur le roulement de tambour et les violons est celle d'une jeune assistante.
Un générique plus moderne apparut vers la fin de l'époque de l'émission.

## Dans la culture populaire
L'émission a fait l'objet d'une parodie à la fin du film Papy fait de la résistance (1983), où Alain Jérôme joue son propre rôle de présentateur de l'émission, débordé par ses invités déchaînés.